# Composició de Mart
La composició de Mart s'inclou dins la branca de la geologia de Mart, i descriu els elements que componen el planeta Mart.

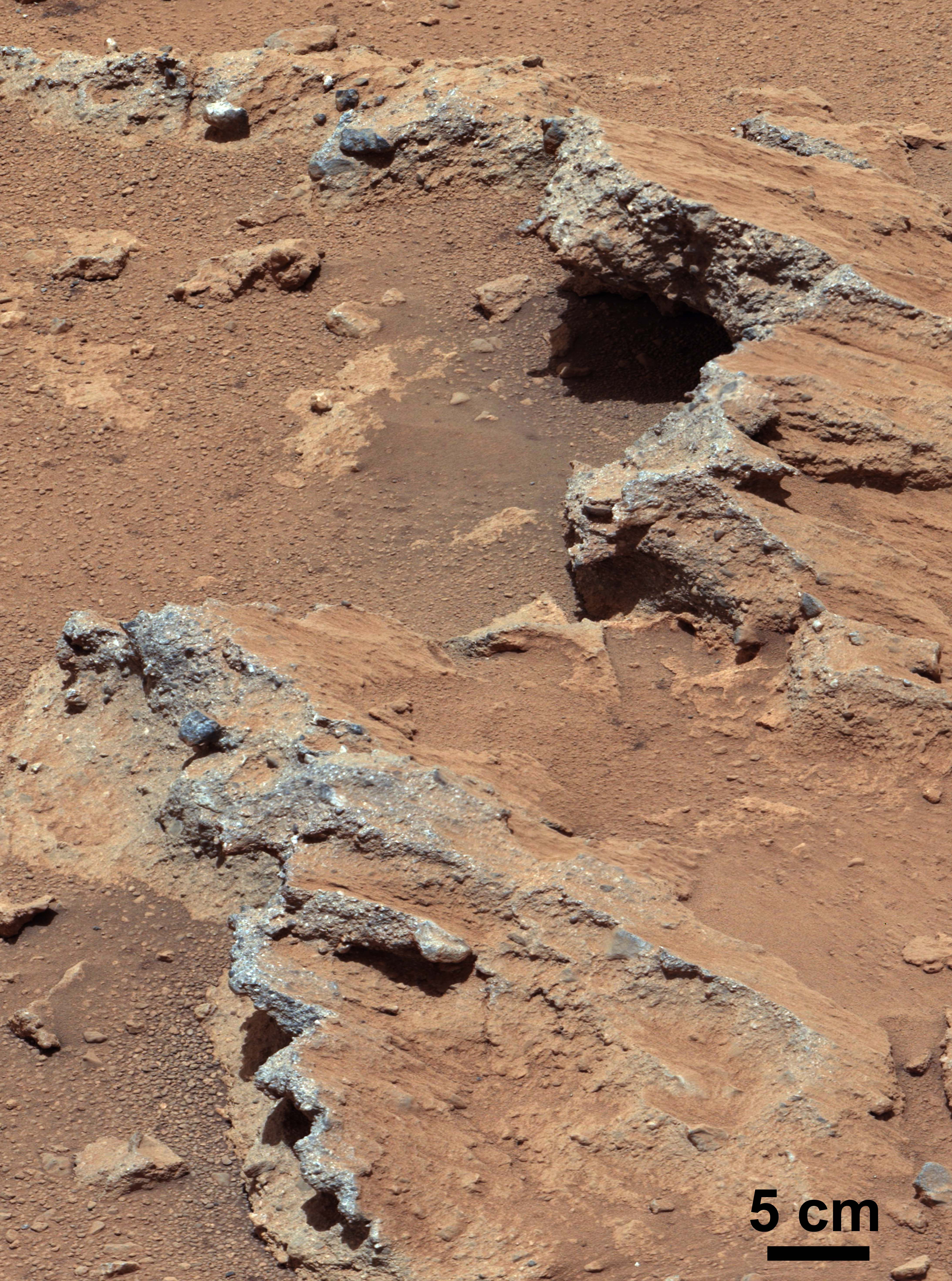
"Hottah", formació rocosa a Mart – Llit vist pel Curiosity (12 de setembre de 2012, balanç de blancs) (original) (mostra) (versió 3-D)

## Composició elemental
Com la Terra, Mart és un planeta amb diferències, la qual cosa significa que té un nucli format per ferro-níquel, un mantell, i una escorça de silicats menys densa. El representatiu color roig del planeta és a causa de la quantitat d'òxid de ferro que en té a la superfície.

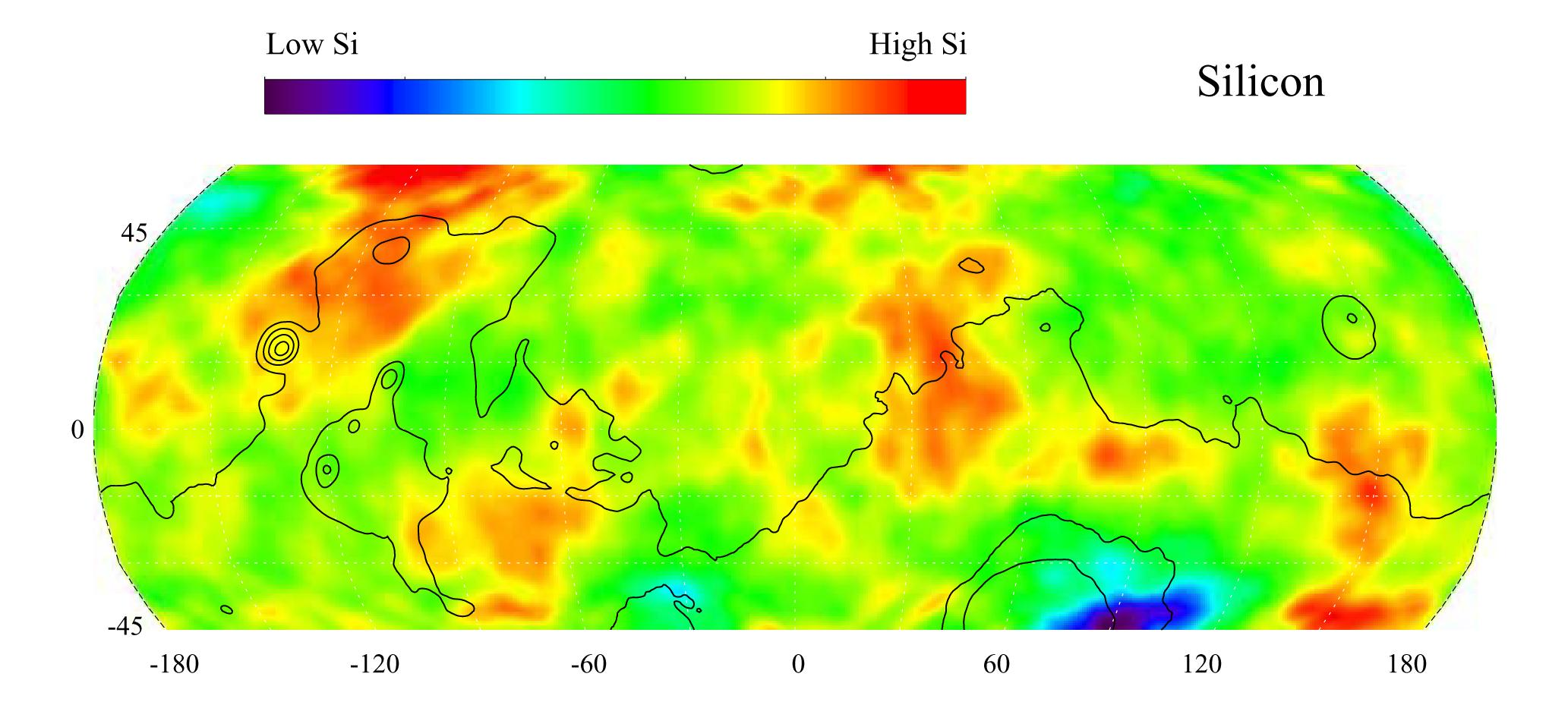
Gran part dels elements més abundants es poden detectar de manera remota des de naus espacials en òrbita. Aquest mapa mostra la concentració en la superfície (percentatge de pes) de silici, basat en dades processades des de l'espectròmetre de Raigs Gamma (GRS) a bord de la nau espacial Mars Odyssey. Per a altres elements també s'han tret mapes semblants

Molt del que coneixem sobre la composició elemental de Mart prové de naus espacials en òrbita i mòduls d'aterratge. (Vegeu l'article Exploració de Mart) La majoria de les naus espacials porten espectròmetres i altres instruments que serveixen per a mesurar la composició de la superfície del planeta per qualsevol dels mitjans de teledetecció, ja siga des de l'òrbita o per anàlisi in situ sobre la superfície. També per les mostres en forma de meteorits provinents de Mart que han caigut a la Terra. Els meteorits marcians (sovint anomenats SNC, per Shergottites, Nakhlitos i Chassignites —designació dels primers grups de meteorits que tenen origen marcià) proporcionen dades sobre la composició química de l'escorça i l'interior de Mart que d'una altra manera no serien disponibles tret de per missions amb possibilitat de retorn de mostres.

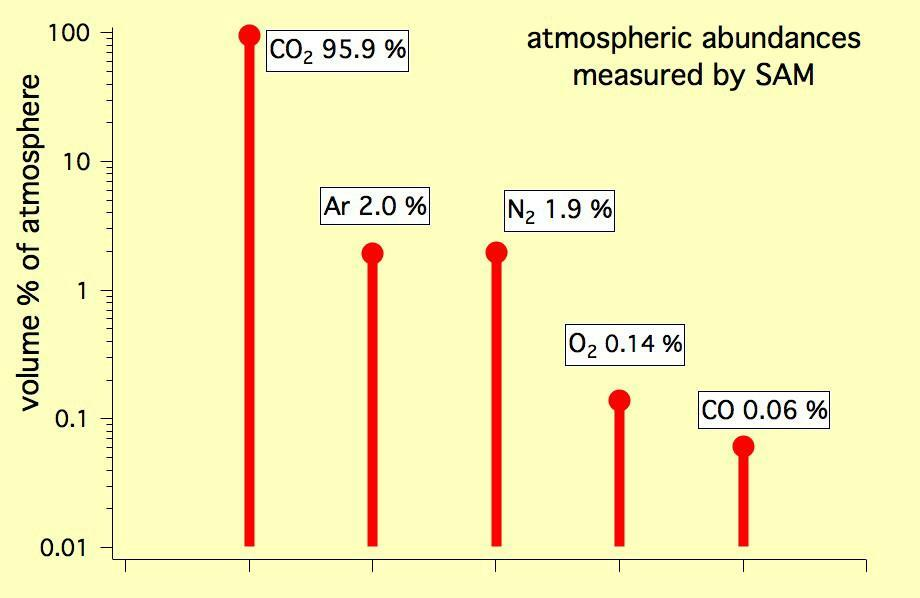
Planeta Mart: gasos més abundants (Curiosity, octubre de 2012)

Per les fonts d'aquestes bases de dades, els científics creuen que els elements més abundants químics a l'escorça de Mart, a més de silici i oxigen, són: ferro, magnesi, alumini, calci i potassi. Aquests són els components principals dels minerals que comprenen roques ígnies; altres elements com el titani, crom, manganés, sofre, fòsfor, sodi i clor són menys abundants; així i tot, també són components importants de molts minerals accessoris en roques i de minerals secundaris (productes de meteorització) en la pols i sòls (regolita). L'hidrogen hi és en forma d'aigua (H2O), gel i en minerals hidratats. També s'hi detectà carboni com a diòxid de carboni (CO2) en l'atmosfera i de vegades en gel sec als pols. També s'ha detectat una quantitat desconeguda de carboni concentrada en carbonats. El nitrogen molecular (N2) compon el 2,7% de l'atmosfera. Pel que sabem, no hi ha composts orgànics, tret d'una traça de metà detectada en l'atmosfera.
El 16 de desembre de 2014, la NASA informà que el Rover Curiosity havia detectat "pics" de quantitats de metà en l'atmosfera de Mart. Després de la presa de mostres, els mesuraments donaren com a resultat que la quantitat de metà era "una dotzena de vegades superior després de 20 mesos"; n'hi havia augments a la fi de 2013 i principis de 2014, amb una mitjana de "7 parts de metà per mil milions en l'atmosfera." Abans i després d'això, les lectures mitjanes eren una desena part d'aquest nivell.
Els elements que componen el planeta són lleument diferents als de la Terra en aspectes importants. L'anàlisi de meteorits de Mart suggereix que el mantell del planeta és dues vegades més ric en ferro que el mantell de la Tierra. El seu nucli és més ric en sofre. El seu mantell és més ric en potassi i fòsfor que el de la Terra; i l'escorça de Mart conté un major percentatge d'elements volàtils com el sofre i el clor que l'escorça terrestre. Moltes d'aquestes conclusions estan acarades per anàlisis in situ de roques i sòls de la superfície de Mart.

## Mineralogia i petrologia

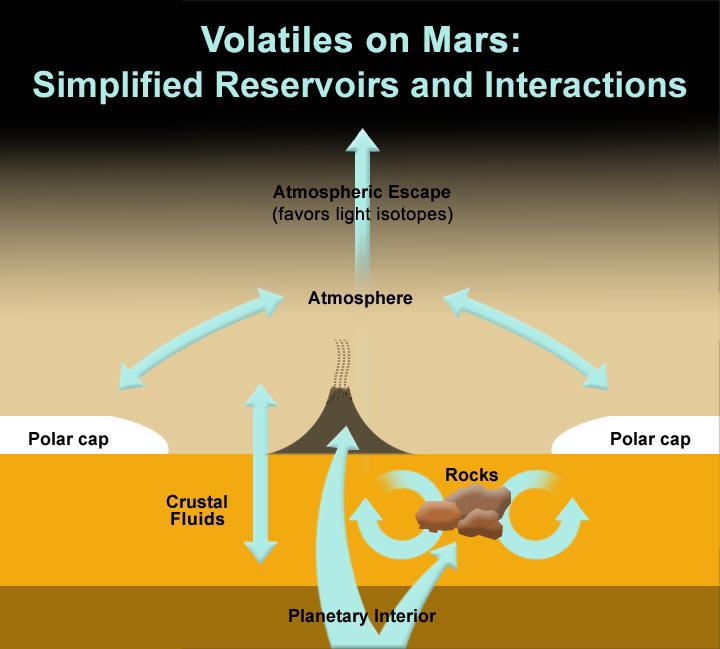
Planeta Mart: gasos volàtils (Curiosity, octubre 2012)

Mart és sobretot un planeta de roca ígnia. Les roques de la superfície i l'escorça estan formades predominantment per minerals cristal·litzats del magma. La major part del nostre coneixement sobre aquesta composició prové de les dades espectroscòpiques de naus espacials en òrbita, d'anàlisi in situ de roques i sòls, a partir de sis punts d'aterratge, i l'estudi dels meteorits marcians.
El 17 d'octubre de 2012, el Rover Curiosity, al lloc conegut com a "Rocknest" de Mart, feu la primera anàlisi de difracció de raigs X en sòl marcià. Els resultats en revelaren la presència de diversos minerals, entre els quals feldespat, piroxé i olivina, i conclogueren que el sòl d'aquesta mostra és molt semblant als sòls que es poden trobar en les mostres basàstiques que emeten els volcans de Hawái.

### Roques i minerals primaris
Les àrees fosques de Mart es caracteritzen per la concentració de roques màfiques els components principals de les quals són minerals com olivina, piroxé, i feldespat plagiòclasi. Aquests minerals són els constituents primaris del basalt, roca volcànica fosca que també es troba a l'escorça oceànica de la Terra i als mars de la Lluna.

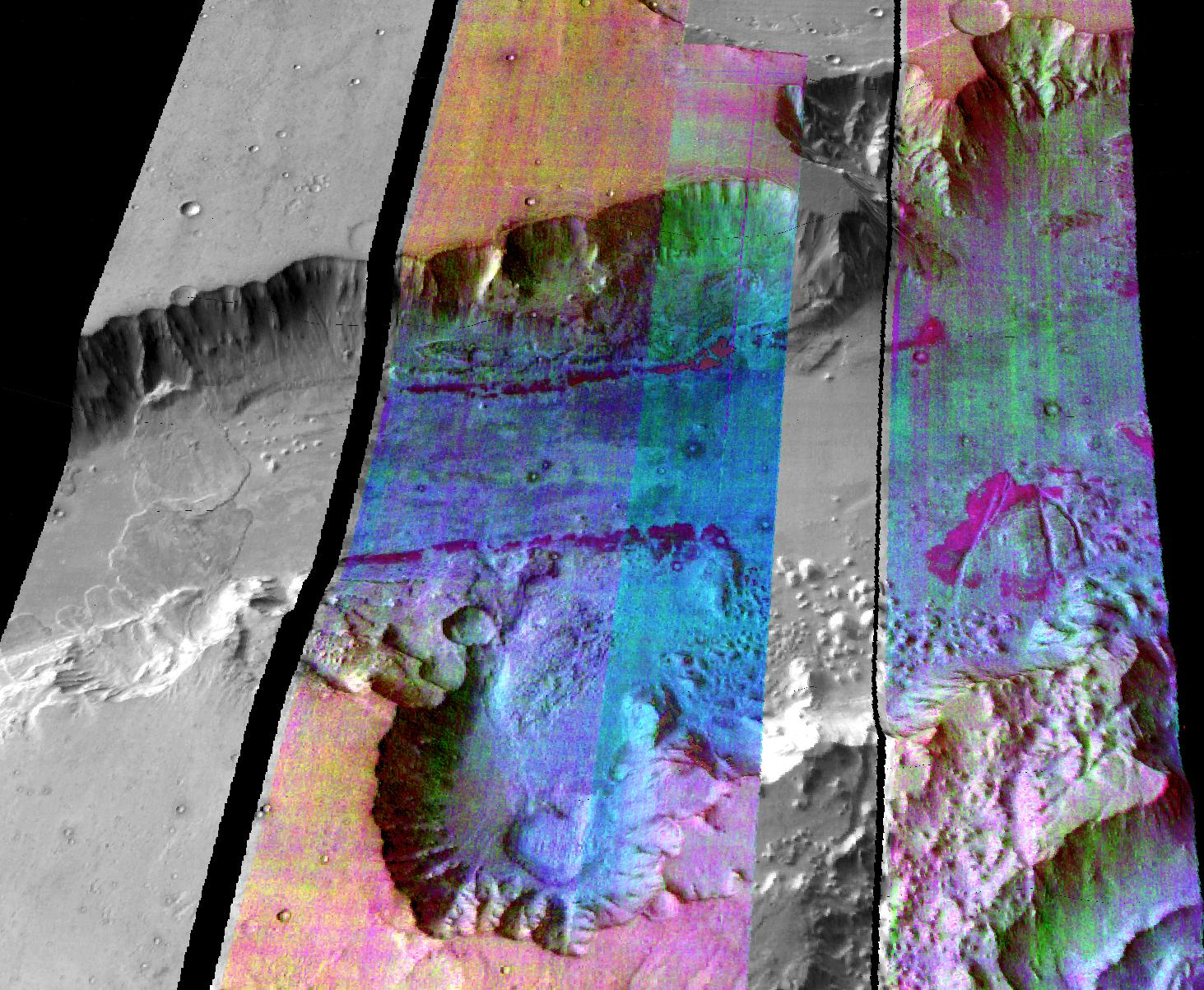
Mars Odyssey THEMIS: imatge en fals color dels basalts d'olivina a la Vall Marineris. Les capes riques en olivina hi apareixen de color porpra

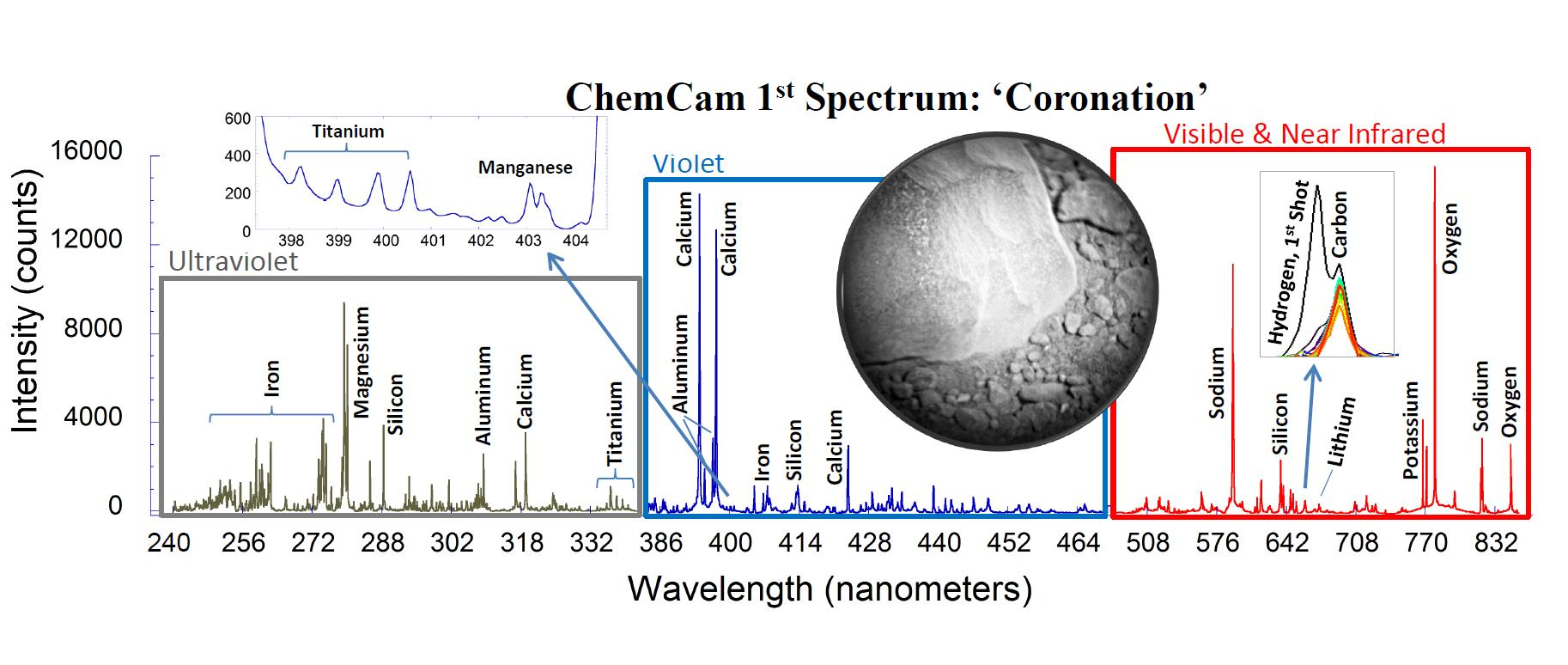
Primer espectre làser d'elements químics del Curiosity (roca "Coronació", 19 d'agost de 2012)

L'olivina es troba en tot el planeta, tot i que algunes de les majors concentracions són a Nili Fossae, àrea que conté roques del període marcià Noachian. Un altre gran aflorament ric en olivina es dona al Ganges Chasma, un avenc al costat oriental de Valles Marineris. L'olivina sol meteoritzar-se en minerals d'argila, fàcilment en presència d'aigua, per tant, les àrees amb grans afloraments d'olivina indiquen que l'aigua líquida no hi ha estat abundant des de la formació de les roques.
El piroxé també és un altre mineral molt estés per tota la superfície. Tant amb baix contingut en calci (orto) com amb alt (clino-) els piroxens hi són presents, en les varietats de molt de calci associats amb joves escuts volcànics i les formes amb poc de calci (enstatita) més comunes en antics terrenys de muntanya. A causa que l'enstatita es fon a una temperatura superior a la del piroxé d'alt contingut de calci, alguns investigadors argumenten que la seua presència a les terres altes indica que els magmes més antics de Mart tenien temperatures més altes que els més joves.
Entre els anys 1997 i 2006, l'Espectròmetre d'Emissió Tèrmica (TES) a bord de la nau espacial Mars Global Surveyor (MGS) feu mapes de la composició mineral global del planeta. Identificà dues unitats volcàniques d'escala mundial a Mart: superfície tipus 1 (ST1) que caracteritza les terres altes del període Noachian i es compon de plagioclasa i clinopiroxé rics en basalts inalterats. La superfície tipus 2 (ST2) és comuna a les planes més recents del nord amb una diferència: és més rica en sílice que ST1.

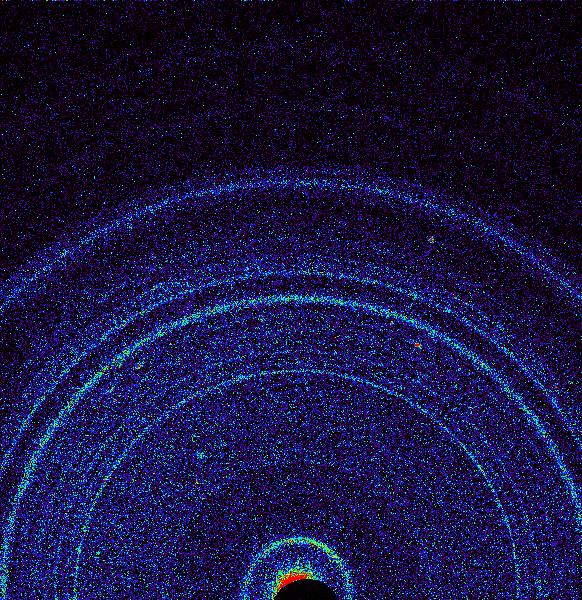
Primera vista de sòl marcià de difracció de raigs X. L'anàlisi CheMin revela feldespat, piroxens, olivina i altres (Curiosity "Rocknest", 17 d'octubre de 2012)

Les laves trobades en ST2 s'identificaren com a andesites o andesites basàltiques: i això indica que les laves de les planes del nord s'haurien originat a partir de magmes rics en volàtils, més evolucionats químicament. (Vegeu diferenciació magmàtica i cristal·lització fraccionada.) Altres investigadors, però, suggeriren que ST2 representa antics basalts amb prims revestiments de vidre de sílice o d'altres minerals secundaris que es formaren per la interacció amb aigua o gel i altres materials.

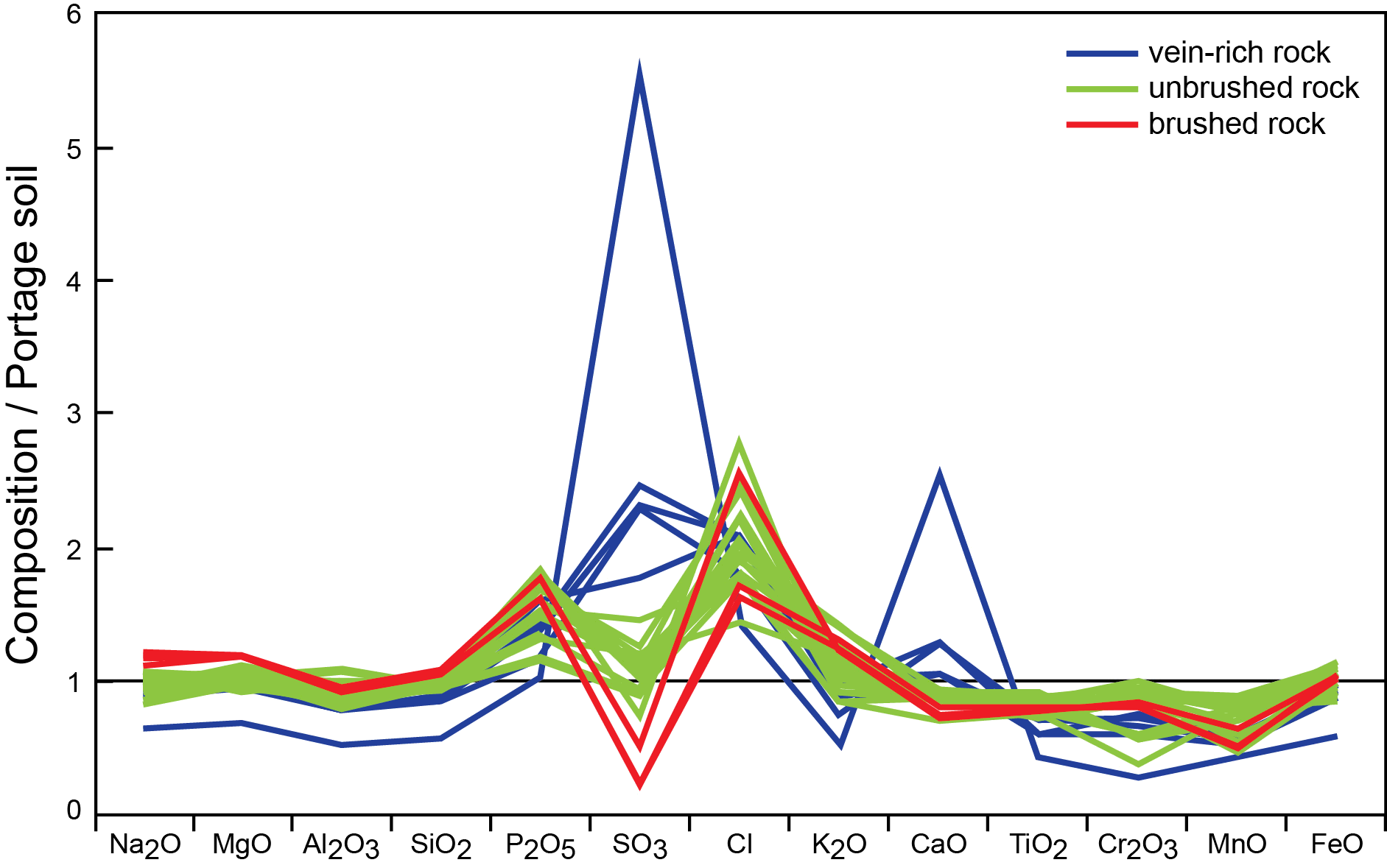
Composició de la roca "Yellowknife Bay": els filons tenen més alts continguts en calci i sofre que el sòl "Portage" (resultats de l'APXS, Curiosity, març de 2013)

També és cert que hi ha roques intermèdies i fèlsiques a Mart, tot i que són difícils de trobar. Els espectròmetres TES i THEMIS identificaren roques amb alt contingut en sílice a Syrtis Major i prop de la vora del sud-oest del cràter Antoniadi. Les roques tenen espectres que indiquen que són semblants a dacites i granits rics en quars, cosa que suggereix que almenys algunes zones de l'escorça marciana poden tenir una diversitat de roques ígnies semblants a les de la Terra. Algunes dades geofísiques suggereixen que la major part de l'escorça marciana es compon d'andesita o andesita basàltica. L'escorça andesítica està oculta per la superposició de laves basàltiques que dominen la composició de la superfície, però que són volumètricament menors.
Les roques estudiades pel Spirit al cràter Gusev es poden classificar de diferent manera. Les quantitats i tipus de minerals es componen d'antigues roques basàltiques: semblants a antigues roques terrestres conegudes com a komatiïtes basàltiques. Les roques de les planes també s'assemblen a les shergottites basàltiques, meteorits que vingueren de Mart. Un sistema de classificació compara la quantitat d'elements alcalins a la quantitat de sílice en un gràfic. La classificació Irvine-Barager els identifica com a basalts.

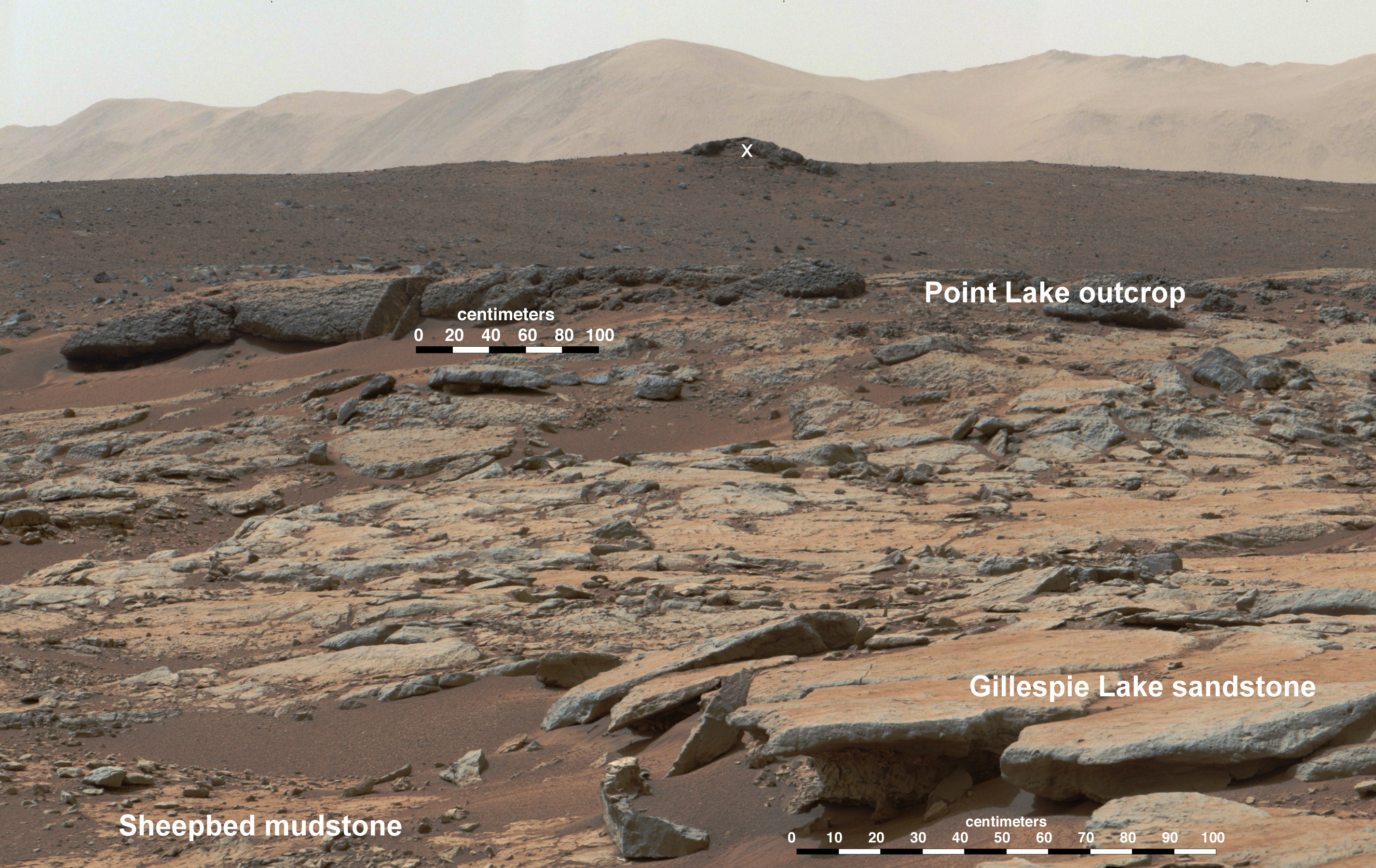
Curiosity: vista de lutita "Sheepbed" (a baix a l'esquerra) i el seu entorn (14 de febrer de 2013)

El 18 de març de 2013, la NASA informà que les proves realitzades pel Curiosity sobre la reacció d'hidratació en minerals havien detectat el que podria ser sulfat de calci hidratat en diverses mostres de roques, incloent trossos de fragments de roques denominades "Tintina" i "Sutton inlier", així com en les vetes i nòduls de la roca denominada "Knorr" i "Wernicke". El resultat de l'anàlisi efectuada pel detector del Curiosity DAN dona evidències d'existència d'aigua al subsòl al voltant d'un 4%, fins a una fondària de 60 cm, durant el seu desplaçament des del lloc on aterrà el Curiosity (Bradbury Landing) situat a la Yellowknife Bay, a la zona Glenelg.

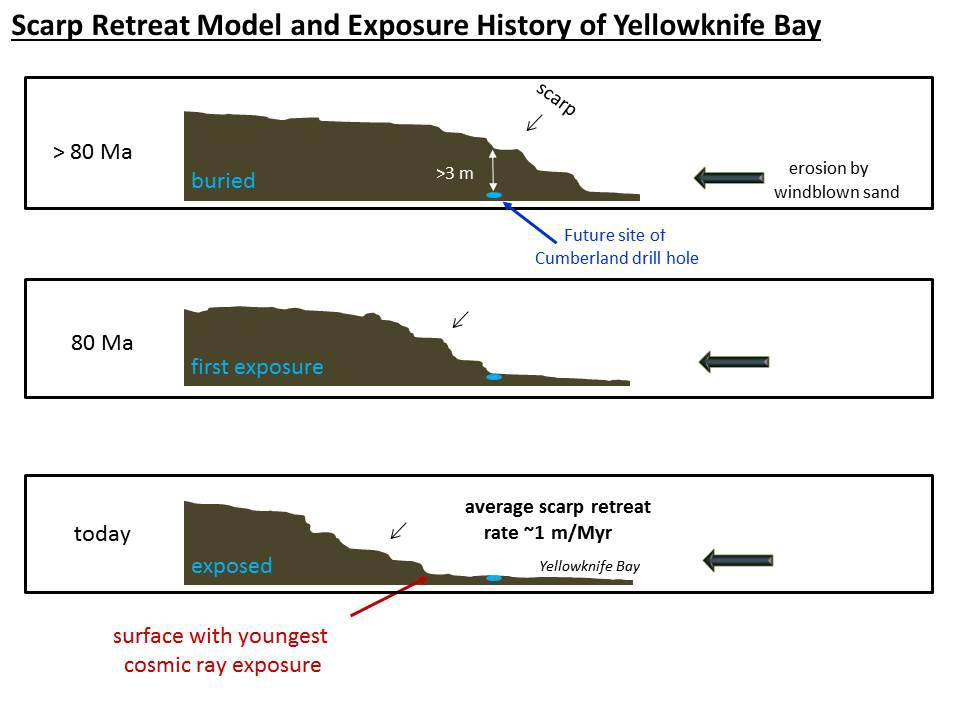
Model de retir d'espadat per l'arena o pel vent al llarg del temps a Mart (Yellowknife Bay, 9 de desembre de 2013)

En l'edició de setembre de 2013 de la revista Science, els investigadors descriuen un tipus diferent de roca a la qual anomenen "Jake M" o "Jake Matijevic (rock)". Fou la primera roca analitzada per l'Alpha Particle X-ray Spectrometer del Curiosity, i fou diferent a la resta de roques ígnies marcianes conegudes, perquè és alcalina (> 15% nefelina normativa) i és relativament fraccionable. És semblant a les mugearites terrestres, que se solen trobar a les illes oceàniques i les esquerdes continentals. Aquest descobriment és indicatiu que els magmes alcalins poden ser més comuns a Mart que a la Terra i que el Curiosity podria trobar més roques alcalines fraccionables (per exemple, fonolites i traquites).
Al desembre de 2013 la revista Science publica sis articles on investigadors de la NASA descriuen alguns descobriments nous realitzats pel Curiosity. Hi troben possibles substàncies inexplicables per la contaminació. A part del carboni orgànic originari de Mart, només es podria entendre que l'hagueren portat meteorits externs que aterraren al planeta. A causa que gran part del carboni fou alliberat a una temperatura relativament baixa, l'equip del Curiosity, Sample Analysis at Mars, dona com a resultat que no en formava part de la mostra. El carboni podria provenir d'organismes, però encara no s'ha confirmat. La mostra es pren mitjançant perforació de 5 cm de profunditat a la roca denominada “Sheepbed mudstone” de Yellowknife Bay. Les mostres s'anomenaren John Klein i Cumberland. Podrien viure microbis a Mart obtenint l'energia per desequilibris químics entre minerals en procés quimiolitòtrof que significa 'menjar roca.' En aquest procés, però, només està implicada una petita quantitat de carboni, molt menys que el trobat a Yellowknife Bay.
Emprant l'espectròmetre de masses SAM, els científics mesuraren els isòtops d'heli, neó i argó que els raigs còsmics produeixen quan penetren a la roca. Els isòtops trobats han estat sobretot en roques que són properes a la superfície. El Curiosity perforà una roca que hi havia al llit d'un llac que tenia 4.000 milions d'anys; el llit s'assecà fa entre 30 milions i 110 milions d'anys. Després d'aquest descobriment, s'espera trobar llocs que tinguen una edat més actual de desenes de milions d'anys menys mitjançant perforacions prop d'afloraments en voladís.
S'ha mesurat la dosi absorbida i la dosi corresponent de raigs còsmics i partícules energètiques solars a la superfície de Mart en ~els 300 dies d'estudi durant el màxim solar actual. Aquests mesuraments són necessaris per a futures missions tripulades al planeta, per calcular els temps de supervivència de qualsevol tipus de vida possible microbiana existent o en el passat, i calcular quant de temps poden conservar-se biosignatures orgàniques potencials. Aquest estudi es fa aprofundint uns pocs metres per arribar a possibles tipus de biomolècules. El mesurament de la dosi absorbida és de 76 mGy/any a la superfície. Després d'obtenir els resultats, es calcula que en una òrbita a Mart amb una durada de 180 dies en cada sentit, i 500 dies sobre la superfície per fer un any marcià, un astronauta s'exposaria a una dosi total equivalent de ~ 1,01 sievert. L'exposició a 1 sievert està associada a un augment del 5% de risc d'expansió de càncer mortal. El límit actual permés per la NASA amb què els astronautes poden operar en òrbites terrestres baixes és el 3%. El màxim blindatge contra els raigs còsmics galàctics es pot obtenir a 3 metres sota el sòl de Mart.
Les mostres examinades serien en algun moment llot que fa milions o desenes de milions d'anys podrien contenir organismes vius. Aquest ambient humit tenia un pH neutre, baixa salinitat i estats redox variables de ferro i sofre. Aquests tipus de ferro i sofre podrien haver estat utilitzats pels organismes vius. C, H, O, S, N, i P es mesura directament com a elements biogènics clau, i per inferència, P és demostra que ha existit. Les dues mostres, John Klein i Cumberland, contenen minerals basàltics, Ca-sulfats, òxid de Fe/hidròxids, Fe-sulfurs, material amorf, i esmectites trioctaèdriques (una mena d'argila). Els minerals basàltics en les lutites són semblants a sediments propers. Aquestes lutites, però, tenen menys quantitat de Fe-forsterita i més magnetita, així la Fe-forsterita (tipus d'olivina) degué alterar-se i convertir-se en esmectita (una mena d'argila) i magnetita. L'inteval de les eres Noachian-Hesperian indica que la formació de mineral d'argila a Mart succeí molt abans de l'era Noachian; per tant, en aquest lloc el pH neutre durà més del que abans es pensava.

### Pols i sòls

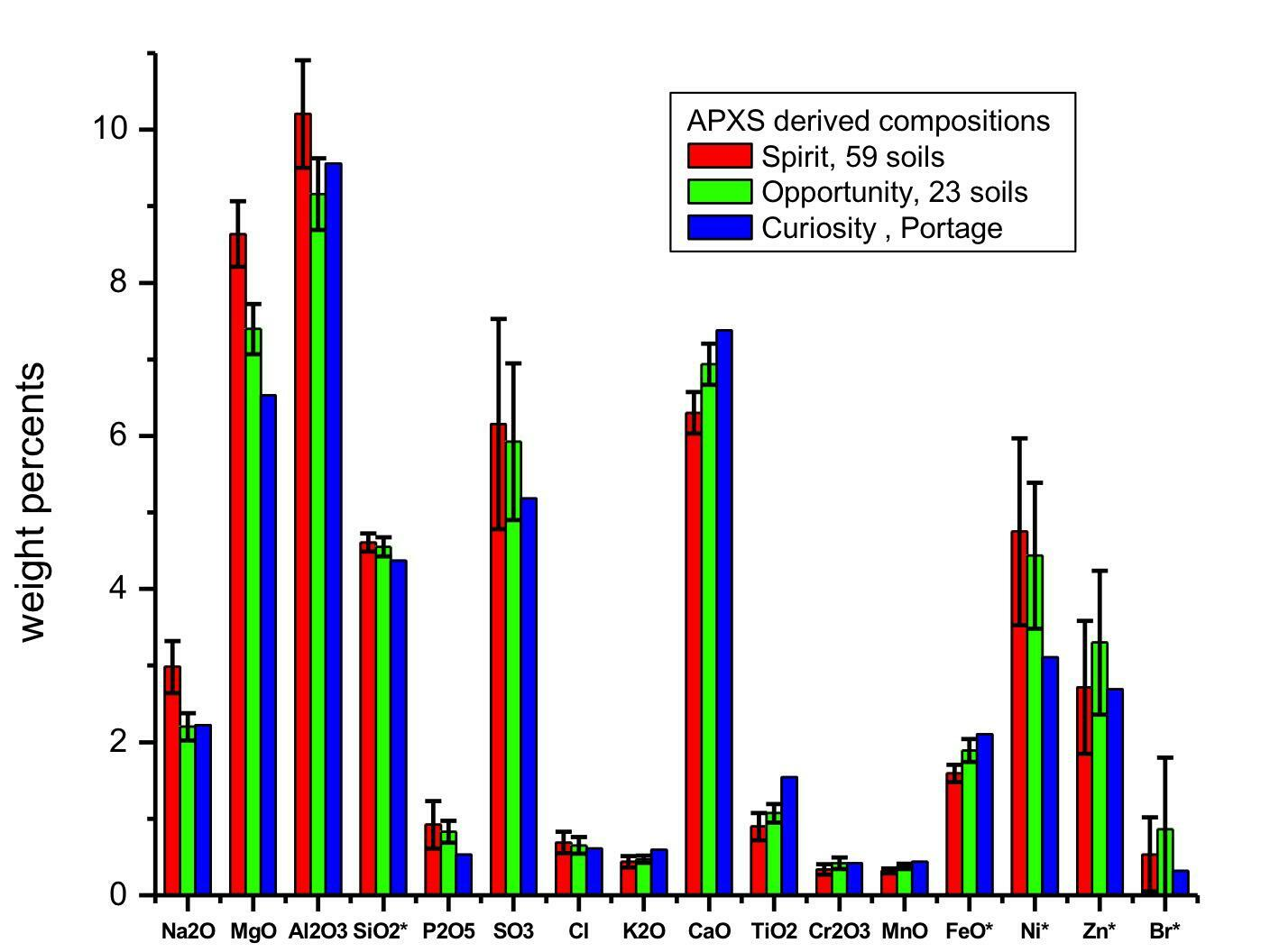
Gràfic de mostres preses pels tres rover que estudien el sòl de Mart: Curiosity, Opportunity, Spirit (3 de desembre de 2012)

Gran part de la superfície marciana és coberta per una capa prou fonda de pols tan fina com la de talc. El predomini generalitzat de la pols enfosqueix el llit de roca subjacent, fent que la identificació espectroscòpica de minerals primaris siga una tasca impossible des de l'òrbita en moltes zones del planeta. L'aspecte rogenc-ataronjat de la pols es deu a l'excés d'òxid de ferro (III) (nanofase Fe2O3) i l'òxid de ferro (III) hidròxid goethita.
El Mars Exporation Rovers identificà la magnetita com el mineral responsable de les propietats magnètiques de la pols. També deu contenir traces de titani.
La capa de pols de tot el planeta i la presència d'altres sediments arrossegats pel vent fa que la composició del sòl siga notablement uniforme en tota la superfície marciana. L'anàlisi de mostres de sòl de les sondes Viking al 1976, Pathfinder i els Mars Exploration Rover mostren composicions minerals quasi idèntiques en indrets molt separats del planeta. Els sòls estan formats per fragments de roca basàltica finament dividits i altament enriquits en sofre i clor, probablement derivats d'emissions de gasos volcànics.

### Minerals secundaris (alterats)
Els minerals produïts per alteració hidrotèrmica i el desgast de minerals basàltics primaris també es troben a Mart. Els minerals secundaris inclouen hematita, filosilicats (minerals d'argila), goethita, jarosita, minerals de sulfat de ferro, sílice opalina, i algeps. Molts d'aquests minerals secundaris requereixen aigua líquida (minerals aquosos).
La sílice opalina i els minerals de sulfat de ferro es formen en solucions àcides (pH baix). Els sulfats s'han trobat en molts llocs, com ara Juventae Chasma, Ius Chasma, Melas Chasma, Candor Chasma i Ganges Chasma. Aquests indrets contenen relleus de formacions fluvials que indiquen que va haver-hi aigua abundant. El Spirit descobrí sulfats i goethita a Columbia Hills.
Alguns minerals detectats poden haver-se format en ambients adequats (amb prou aigua i pH escaient) durant tota la vida. L'esmectita (un filosilicat) es forma en aigües quasi neutres. Els filosilicats i els carbonats són bons per a conservar matèria orgànica, per la qual cosa poden contenir rastres de vida passada. Els dipòsits de sulfat poden conservar fòssils químics i morfològics, i fòssils de microorganismes conservats en forma d'òxids de ferro com l'hematita. [61] La presència de sílice opalina formada en ambient hidrotèrmic podria contenir vida. La sílice també és excel·lent per a preservar microbis (fòssils).

### Roques sedimentàries

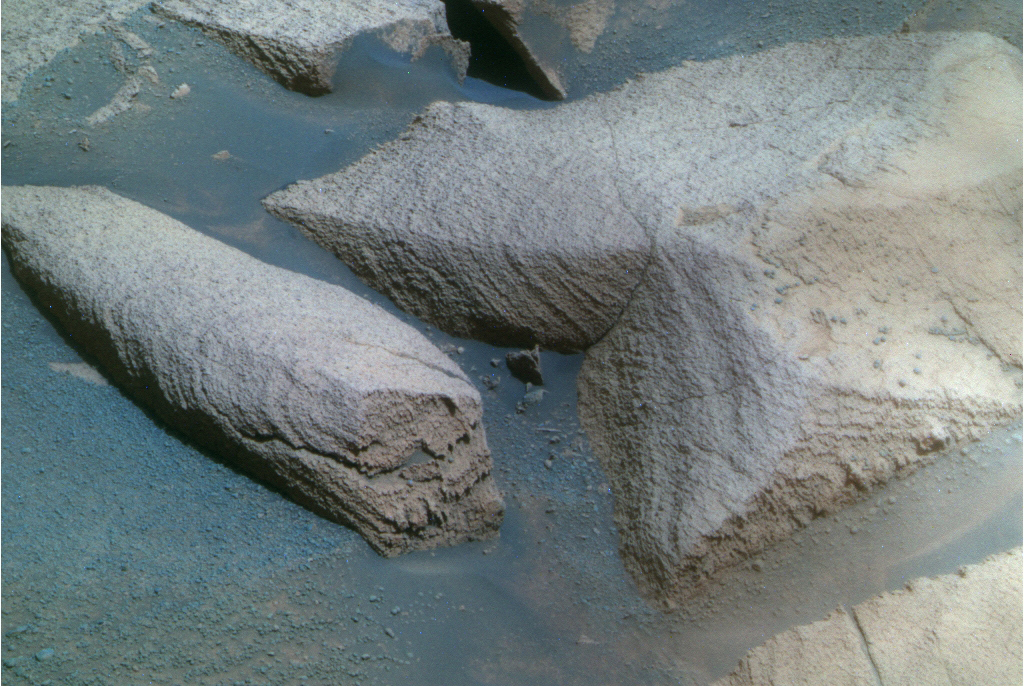
Calcàries encreuades al cràter Victòria

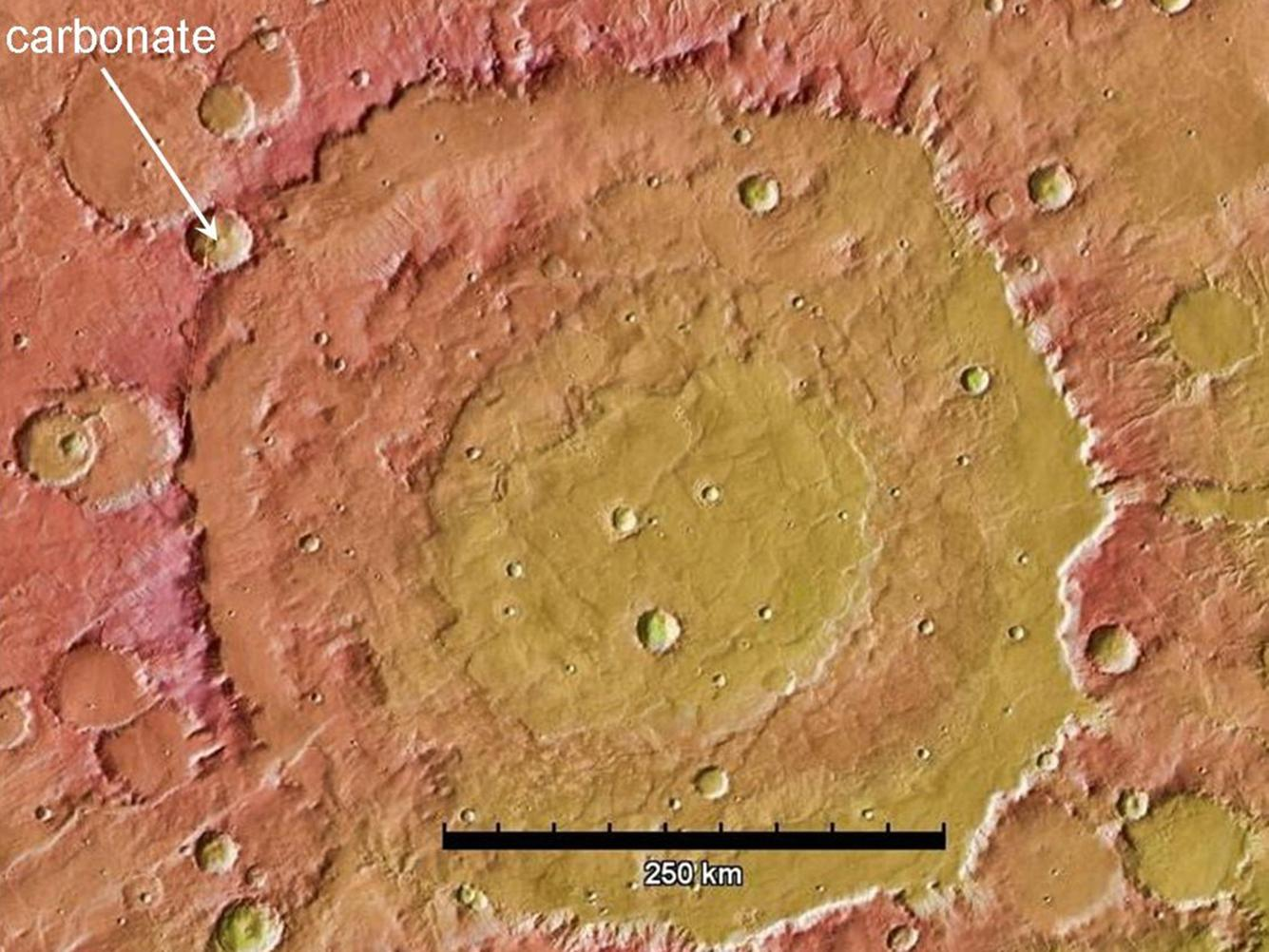
El cràter de Huygens, amb el seu cercle, mostra el lloc on s'ha descobert carbonat. Aquest dipòsit pot representar un temps en què Mart tenia molta aigua líquida a la superfície. L'escala mostra una longitud de 250 km

Els dipòsits sedimentaris en capes es troben molt estesos a Mart. Aquests dipòsits deuen ser roca sedimentària i sediments poc endurits o no consolidats. Grosses capes de sediments es poden trobar dins d'alguns congosts com a Valls Marineris, als grans cràters d'Aràbia Planum i Meridiani Planum (vegeu, per exemple, el cràter Henry), i també deuen haver-hi dipòsits sedimentaris a les terres baixes del nord (com ara, Vastitas Borealis). La Mars Exploration Rover Opportunity aterrà en una àrea que conté gres (sobretot eòlic) en capes superposades (Burns formació). Els dipòsits fluviodeltaics apareixen al cràter Eberswalde i en altres llocs: s'intueix que molts cràters i àrees d'intercalació de poca alçada a les terres altes del sud contenen sediments de llac de l'era de Noachian.
Mentre que el fet de trobar carbonat a Mart ha estat de gran interés per a exobiòlegs i geoquímics per igual, s'ha donat el cas que són pocs els dipòsits trobats a la superfície. A l'estiu del 2008 les proves TEGA i WCL, realitzades per la sonda Phoenix llançada al 2007, trobaren entre un ₃ i un 5% (en pes) de calcita (CaCO3) i de sòl alcalí. L'any 2010 les anàlisis efectuades pel Spirit localitzaren afloraments rics en carbonat de magnesi i ferro (entre 16 a 34%) a Columbia Hills del cràter Gusev. El carbonat de magnesi-ferro es degué formar després de solucions de carbonat en condicions hidrotèrmiques en un pH quasi neutre en associació amb activitat volcànica durant l'era Noachian.
Els carbonats (calci o carbonats de ferro) es descobriren a la vora del cràter Huygens, al quadrant de Iapygia. L'impacte que creà el cràter exposà el material que havia enterrat, a la vora, després del primer impacte. Aquests minerals són la prova que al planeta hi hagué alguna vegada atmosfera de diòxid de carboni molt més grossa i amb abundant humitat, ja que aquesta mena de carbonats només es formen quan hi ha prou aigua. Aquests carbonats, els trobà l'espectòmetre CRISM de la Mars Reconnaissance Orbiter. Abans ja havia detectat minerals d'argila i els carbonats es trobaven prop dels minerals d'argila. Tots dos minerals es formen en ambients humits. Se suposa que fa milers de milions d'anys Mart era molt més càlid i humit. En aquell moment, els carbonats s'haurien format en un ambient de prou aigua i amb una atmosfera rica en diòxid de carboni. Després haurien estat enterrats aquests dipòsits de carbonat. El doble impacte tragué a la llum els minerals. La Terra té grans dipòsits de carbonats en forma de pedra calcària.

## Descobriments de Spirit al quadrant Aeolis
Les roques trobades a les planes de Gusev són un tipus de basalt. Composts per aquests minerals: olivina, piroxé, plagiòclasi i magnetita; semblen basalts d'origen volcànic, perquè són de gra fi amb forats irregulars. Gran part del sòl de les planes es creà després de la descomposició de roques. Hi ha nivells prou alts de níquel en alguns sòls; probablement de meteorits. L'anàlisi mostra roques que han estat lleument alterades per petites quantitats d'aigua. Els revestiments exteriors i les esquerdes dins les roques deixen veure minerals dipositats en aigua, potser composts de brom. Totes les roques contenen una fina capa de pols i una o més escorces més dures d'un altre material. Unes capes es poden retirar amb un lleu raspallat mentre que altres més dures necessiten un tractament més abrasiu per retirar-la.
Hi ha diferents tipus de roques a Columbia Hills, i algunes n'han estat erosionades per l'aigua, però no per gaire quantitat.
La pols trobada al cràter Gusev és la mateixa de la resta del planeta. Tot està magnetitzat a causa del mineral de magnetita, sobretot el que conté titani. Un imant podria remoure la pols, perquè tota la pols marciana deu ser magnètica. Els espectres de la pols eren semblants als de regions lluents de baixa inèrcia tèrmica com Tharsis i Aràbia, que han estat detectades per satèl·lits en òrbita. Una fina capa de pols, potser de menys d'un mil·límetre de grossor, recobreix tota la superfície marciana. Algunes d'aquestes partícules de pols contenen petites quantitats d'aigua barrejada químicament.

### Planes

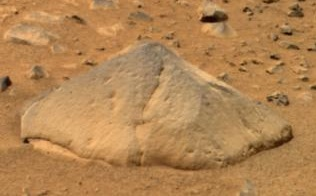
Vista aproximada en color veritable d'Adirondack, presa des del Spirit

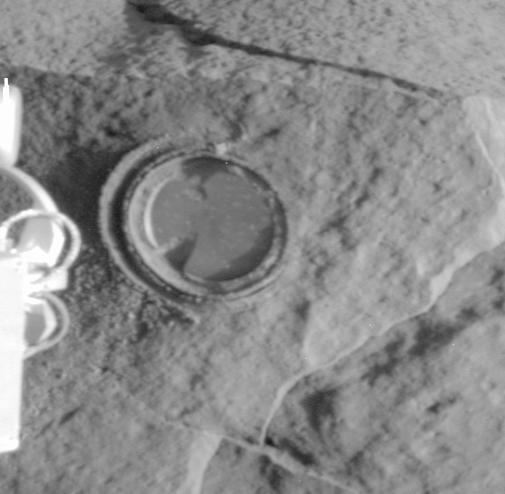
Imatge presa des de la càmera Pancam d'Adirondack després d'abrasar una roca amb l'instrument RAT

L'estudi de les roques de les planes mostren que es componen de minerals com el piroxé, olivina, plagiàclasi i magnetita. La majoria de les roques primitives que se'n troben són basàltiques, i són semblants a les antigues roques terrestres conegudes com komatiïtes basàltiques. Altres tipus de roques són semblants a les shergottites basàstiques de la Terra, meteorits vinguts de Mart. Una classificació comparativa mostra la quantitat d'elements alcalins i de sílice; en aquesta classificació, les roques de les planes de Gusev són una fusió de basalt, picrita i tefita. La classificació d'Irvine-Barager els anomena basalts. Les roques de les planes estan lleument erosionades, probablement per fines capes d'aigua, perquè són més suaus i contenen vetes de material de color clar que deuen ser composts de brom, i revestiments o capes. Petites quantitats d'aigua en deuen haver entrat als clivells i hi han induït processos de mineralització. Els recobriments de les roques degueren fer-se en ser enterrades i interactuarien amb fines pel·lícules d'aigua i pols. Un senyal d'erosió és que es poden moldre més fàcilment que els mateixos tipus de roques de la Terra.
La primera roca que Spirit estudià en fou Adirondack. Resultà ser com les altres roques de les planes.

### Columbia Hills
Els científics trobaren una varietat de roques a Columbia Hills que categoritzaren en sis tipus: Clovis, Wishbone, Peace, Watchtower, Backstay i Independence. Es denominen segons la roca que més destaca en cada grup. Els components químics, mesurats per APXS, són prou diferents entre si. El més important és que totes les roques de Columbia Hills mostren diversos graus d'erosió per fluids aquosos, enriquits amb elements com fòsfor, sofre, clor i brom, tots els quals solen ser transportats en solucions aquoses. Les roques també contenen vidre basàltic, amb quantitats variables d'olivina i sulfats. L'abundància d'olivina varia inversament a la quantitat de sulfats. Això és exactament el que s'esperava perquè l'aigua destrueix l'olivina, però afavoreix la producció de sulfats.
La categoria Clovis és especialment interessant perquè l'espectròmetre de Mossbauer hi detectà goethita, que es forma només en presència d'aigua, per la qual cosa açò constitueix la primera prova directa d'aigua en el passat de les roques de Columbia Hills. A més, els espectres de MB de les roques i els afloraments palesaren una forta disminució de presència d'olivina, tot i que les roques en algun moment degueren contenir prou d'olivina. L'olivina és un marcador de l'escassetat d'aigua, ja que es descompon fàcilment en la seua presència. També s'hi trobà sulfat, que necessita aigua per formar-se. En la categoria de Wishstone les roques contenien gran quantitat de plagiòclasi, un poc d'olivina i anhidrat (un sulfat). En la categoria de Peace les roques mostraren sofre i molta evidència d'aigua, per això se sospita que era sulfat hidratat. En la categoria de Watchtower les roques manquen d'olivina, per la qual cosa poden haver-se alterat per l'aigua. En la categoria d'Independence les roques mostraren signes d'argila (potser montmorillonita, un membre de l'esmectita). Les argiles requereixen una exposició llarga a l'aigua per formar-se. Un altre tipus de sòl, conegut com a Pas Robles, a Columbia Hills, pot ser un dipòsit evaporat perquè conté grans quantitats de sofre, fòsfor, calci i ferro. A més, MB trobà que gran part del ferro del sòl de Pas Robles era de la forma oxidada Fe+++, i això succeeix quan hi ha aigua.
A mitjan sisé any de la missió (que tenia prevista una durada de 90 dies), es trobaren grans quantitats de sílice pura al sòl. La sílice podria provenir de la interacció del sòl amb vapors àcids producte de l'activitat volcànica en presència d'aigua o d'alguna font d'aigua termal.
Havent acabat la missió del Spirit, els científics estudiaren dades antigues preses amb el Mini-TES i confirmaren la presència de grans quantitats de roques riques en carbonat, i això significa que aquestes regions podien albergar aigua. Els carbonats es descobriren en un aflorament de roques anomenat "Comanche".
El Spirit trobà proves d'una lleu erosió a les planes de Gusev, però sense evidència que hi haguera un llac. A les Columbia Hills sí que es trobaren indicis d'una quantitat moderada de meteorització aquosa. Les zones estudiades mostraven restes de sulfats, goethita i carbonats que només es formen quan hi ha aigua. Es creu que el cràter Gusev conservaria un llac fa molt temps, però des de llavors s'ha anat cobrint de materials ignis. Tota la pols té un component magnètic que s'identificà com a magnetita amb aliatge de titani. La fina capa de pols que cobreix tot el planeta sembla haver tingut la mateixa font per a tot Mart.

## Descobriments de l'Opportunity al quadrant de Margaritifer Sinus

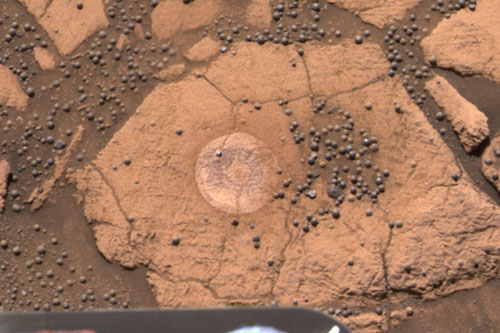
La roca "Berry Bowl"

L'Opportunity descobrí que el sòl de Meridiani Planum era molt semblant al trobat al cràter Gusev i Ares Vallis; en molts llocs de Meridiani, però, el sòl estava cobert per esfèrules redones, dures i grises, que anomenaren nabius, composts quasi íntegrament per hematita. Les taques que havia detectat l'espectre de la Mars Odyssey estaven produïdes per aquestes esfèrules, i aquestes s'havien format per l'aigua del sòl. Amb el temps, els nabius es van anar convertint en roca, i en acabant en un concentrat sobre la superfície com un dipòsit de lava. La concentració d'esfèrules al llit rocós podria haver produït la cobertura de nabius a partir de la meteorització d'un metre de roca. La major part del sòl és un compost d'arena de basalt olivina que no prové de les roques locals: pot haver estat transportada des d'un altre lloc.

### Minerals en pols
L'espectròmetre Mossbauer feu un estudi de la pols pegada a l'imant de captura de l'Opportunity. Els resultats en suggeriren que el component magnètic de la pols era titanomagnetita, en lloc de magnetita, com es pensava. També s'hi detectà una petita quantitat d'olivina, i això indica que es troba allí des de fa un llarg període sec al planeta. D'altra banda, una petita quantitat d'hematita que hi havia significava que podria haver-hi hagut aigua líquida durant un curt espai de temps al principi de la creació del planeta. A causa que l'eina d'abrasió de roca (RAT) desfeu amb facilitat les roques, es pensa que són molt més suaus que les roques del cràter de Gusev.
A l'indret on aterrà l'Opportunity hi havia poques roques; als cràters es trobà una capa de roques que s'estudià amb instruments de l'aparell. S'hi trobà sediments de minerals rocosos amb una alta concentració de sofre en forma de calci i sulfats de magnesi. Alguns sulfats que poden aparéixer en basaments són kieserita, sulfat anhidre, bassanita, hexahidrita, epsomita i algeps. També poden trobar-s'hi sals, com ara halita, biscofita, antarcticite, bloedite, vanthoffite o gluberita.

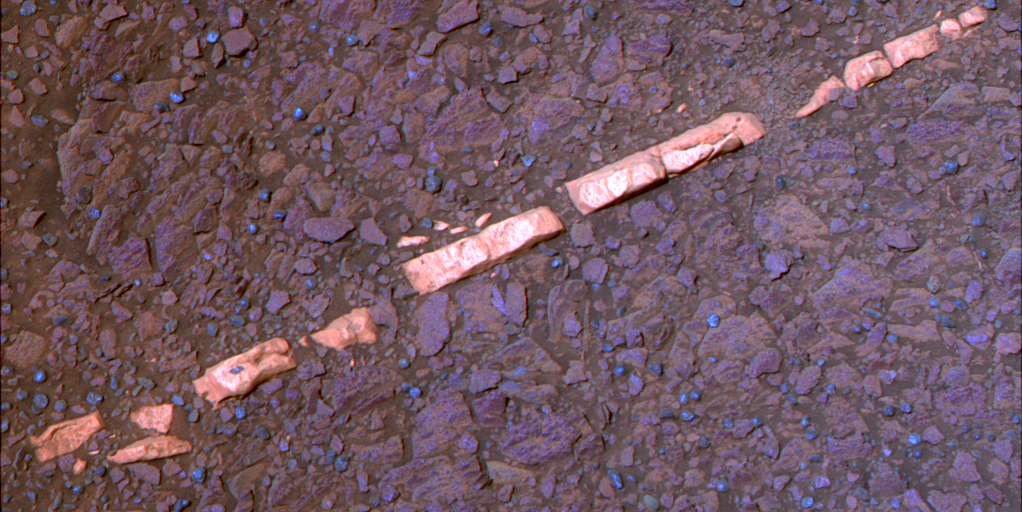
Formació "Homestake"

Les roques que contenien sulfats tenien un to lleuger en comparança a les roques aïllades i les roques examinades pels landers-rovers en altres llocs de Mart. Els espectres d'aquestes roques de tons clars, que contenen sulfats hidratats, eren semblants als espectres presos pel Mars Global Surveyor. El mateix espectre es troba en una àrea gran, per açò es creu que l'aigua aparegué en algun moment en una àmplia regió, no sols a l'àrea explorada per l'Opportunity.
L'espectròmetre hi trobà nivells prou alts de fòsfor a les roques; es trobaren dades semblants per altres rovers a Ares Vallis i al cràter Gusev; per això s'ha plantejat la hipòtesi que el mantell de Mart siga ric en fòsfor. Els minerals de les roques podrien haver-se originat per l'erosió àcida del basalt. Com que la solubilitat del fòsfor està relacionada amb la solubilitat de l'urani, tori i altres elements de terres rares, es pensa que tots s'han enriquit en les roques.
Quan l'Opportunity arribà a la vora del cràter Endeavour, trobà una veta blanca que s'identificà com a algeps pur. Es formà quan l'aigua que duia algeps dissolt dipositava el mineral en una clivella de la roca. A la foto es pot observar la imatge d'aquesta veta, cridada "Homestake".

### Evidència d'aigua

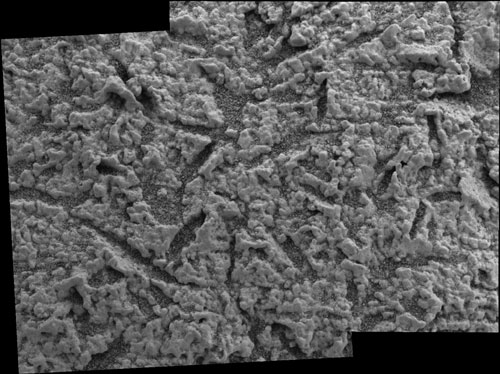
Buits o "vugs" dins la roca

L'examen de les roques de Meridiani mostrà una forta evidència d'aigua en el passat. El mineral jarosita que només es forma en l'aigua es trobà en tots els basaments. Aquest descobriment demostrà que alguna vegada hi havia hagut aigua a Meridiani Planum. A més, algunes roques mostraven petites laminacions (capes) amb formes que només es creen amb aigua que flueix suaument. Les primeres capes es trobaren en una roca denominada "The Dells". Els geòlegs dirien que l'estratificació encreuada mostra la geometria dels fistons del transport d'ondulacions subaqüàtiques.

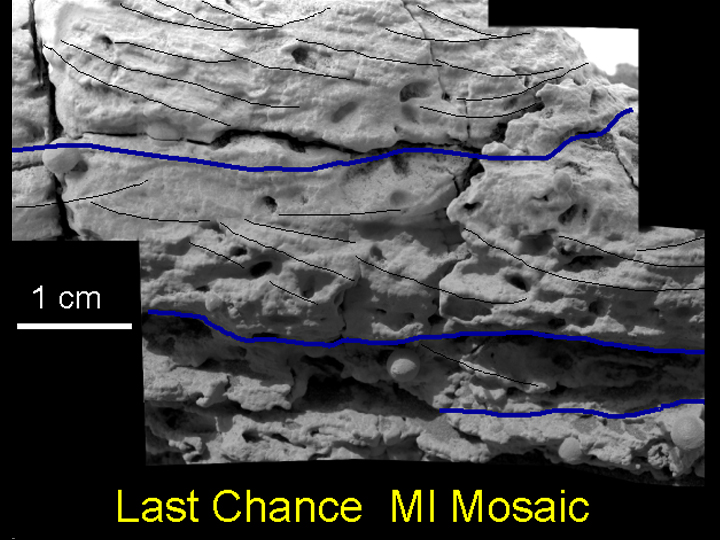
Característiques del llit encreuat a la roca "Last Chance"

Uns forats en forma de caixa en algunes roques foren fets per sulfats que generaren grans cristalls; després quan els cristalls es dissolgueren, els forats, anomenats vugs, hi restaren. La concentració de brom a les roques era molt variable, probablement perquè és molt soluble. L'aigua el degué concentrar en alguns llocs abans d'evaporar-se. Un altre mecanisme per concentrar composts de brom altament solubles és la deposició de gebre a la nit, que formaria pel·lícules molt primes d'aigua amb brom en certs punts.

### Roca d'impacte
La roca anomenada "Bounce Rock" es trobà en unes planes sorrenques i se suposa que fou expulsada d'un cràter d'impacte proper. La seua composició química era diferent de la resta de roques. Conté principalment piroxé i plagiòclasi, però no olivina; s'assemblava prou a Lithology B, del meteorit shergottita EETA 79001, un meteorit arribat a la Terra des de Mart.

### Meteorits
L'Opportunity trobà alguns meteorits a les planes. El primer a analitzar fou denominat "Heatshield Rock" ('escut tèrmic') per trobar-se prop de l'escut tèrmic rebutjat per l'Opportunity després d'aterrar. Després d'examinar-lo, els investigadors arribaren a la conclusió que era un meteorit IAB, amb una composició de 93% de ferro i 7% de níquel. Es creu que la llamborda denominada "Fig Tree Barberton" és un meteorit de pedra o ferro rocós (silicat de mesosiderita), mentre que "Allan Hills" i "Zhong Shan" poden ser meteorits de ferro.

### Història geològica
Després d'observar diversos indrets molt dispars, els científics han conclòs que a seua àrea fou negada en diverses ocasions amb aigua i després s'evaporà. Durant el procés s'hi dipositaren sulfats. Més tard, els sulfats cimentaren els sediments, i hi cresqueren concrecions d'hematites per precipitació de les aigües subterrànies. Alguns sulfats s'hi formaren en grans cristalls que després es dissolgueren i hi deixaren buits. Algunes línies demostren que el clima fou àrid durant aproximadament els últims mil milions d'anys, i alhora un clima amb aigua, almenys durant algun temps, en un passat molt llunyà.

## Descobriments al quadrant Aeolis pel Curiosity
El Curiosity trobà roques d'especial interés a la superfície d'Aeolis Palus, prop d'Aeolis Mons, al cràter Gale. A la tardor de 2012, les roques estudiades, camí de Bradbury Landing a Glenelg Intrique, inclogueren la "Coronation" (19 d'agost de 2012), la "Jake Matijevic" (19 de setembre de 2012), i la "Bathurst Inlet" (30 de setembre de 2012).

### Presència d'aigua en un passat remot
El 27 de setembre de 2012, els científics de la NASA anunciaren que el Curiosity havia trobat rastres d'un antic llit de riu que semblava "molt cabalós".
El 3 de desembre de 2012, la NASA informà que el Curiosity havia realitzat la primera anàlisi extensiva del sòl i s'havia revelat la presència de molècules d'aigua, sofre i clor al sòl marcià. El 9 de desembre de 2013, la NASA informà que, basant-se en els estudis fets pel Curiosity a Aeolis Palus, el cràter Gale contenia un antic llac d'aigua dolça on podria haver-se donat un ambient escaient per a la vida microbiana.

### Evidència d'antiga habitabilitat
El març de 2013, la NASA informà que el Curiosity havia trobat proves que les condicions geoquímiques al cràter Gale en algun moment foren adequades per a la vida microbiana després d'analitzar la primera mostra perforada de roca marciana, "John Klein", a Yellowknife Bay, en aquest cràter. El rover hi detectà aigua, diòxid de carboni, oxigen, diòxid de sofre i sulfur d'hidrogen. També s'hi detectà clorometà i diclorometà. Després de confirmar les anàlisis s'hi trobà una forta presència de minerals d'argila esmectita.

### Detecció de substàncies orgàniques
El 16 de desembre de 2014, la NASA informà que el Curiosity havia detectat "pics deu vegades superiors" de metà en un lloc exactament localitzat en l'atmosfera de Mart. Els mesuraments de mostres preses "una dotzena de vegades durant 20 mesos" mostraren increments a la fi de 2013 i principis de 2014, donant un resultat de "7 parts de metà per mil milions existents en l'atmosfera". Abans i després d'això, les lectures donaren un resultat d'una desena part d'aquest nivell.
A més, s'hi detectaren alts nivells de substàncies químiques orgàniques, particularment clorobencé, en la pols després de la perforació de la roca denominada "Cumberland", analitzada pel Curiosity.

## Imatges

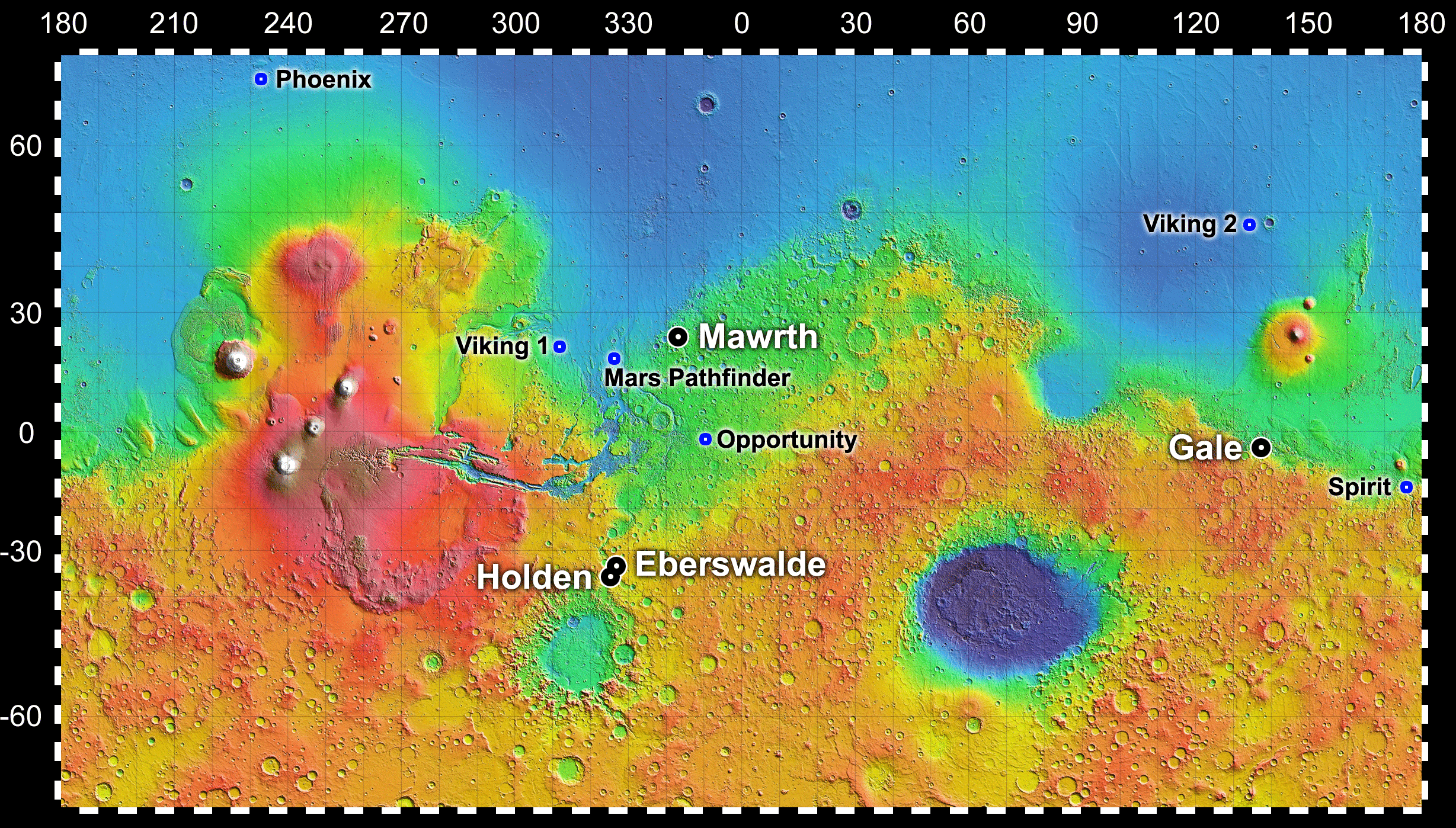
Mapa de llocs d'aterratge reals (i proposats) per al Rover incloent el cràter Gale.
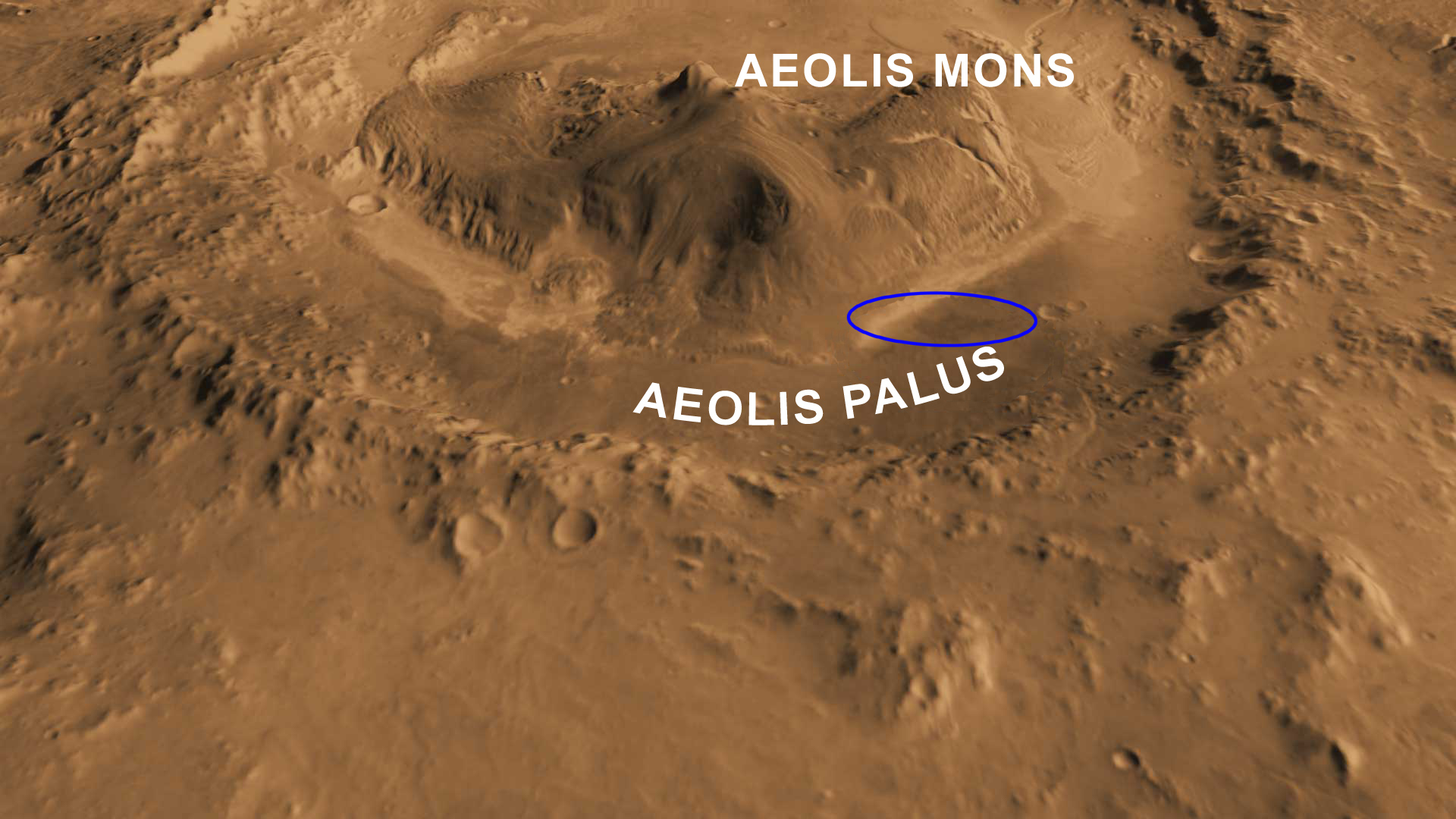
Cràter Gale - El lloc d'aterratge es troba dins d'Aeolis Palus prop de Aeolis Mons ("Muntanya Sharp") - El nord està sota.
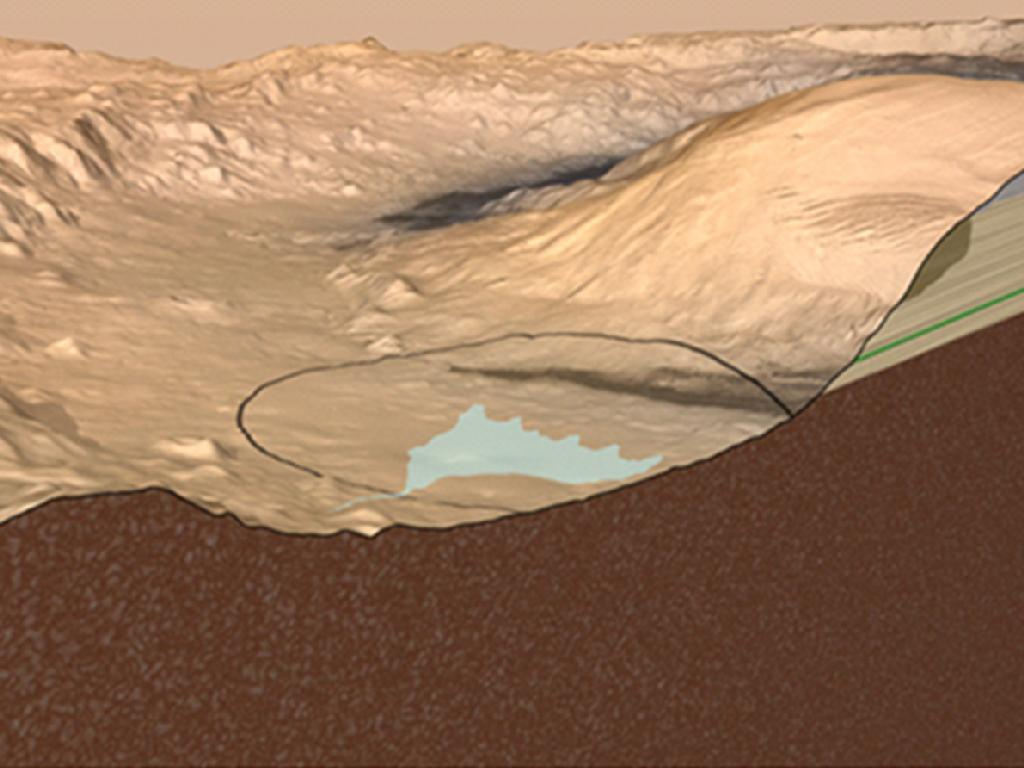
Gale Crater - Landing lloc té noted - also, alluvial fan (blue) and sediment layers in Aeolis Mons (cutaway).
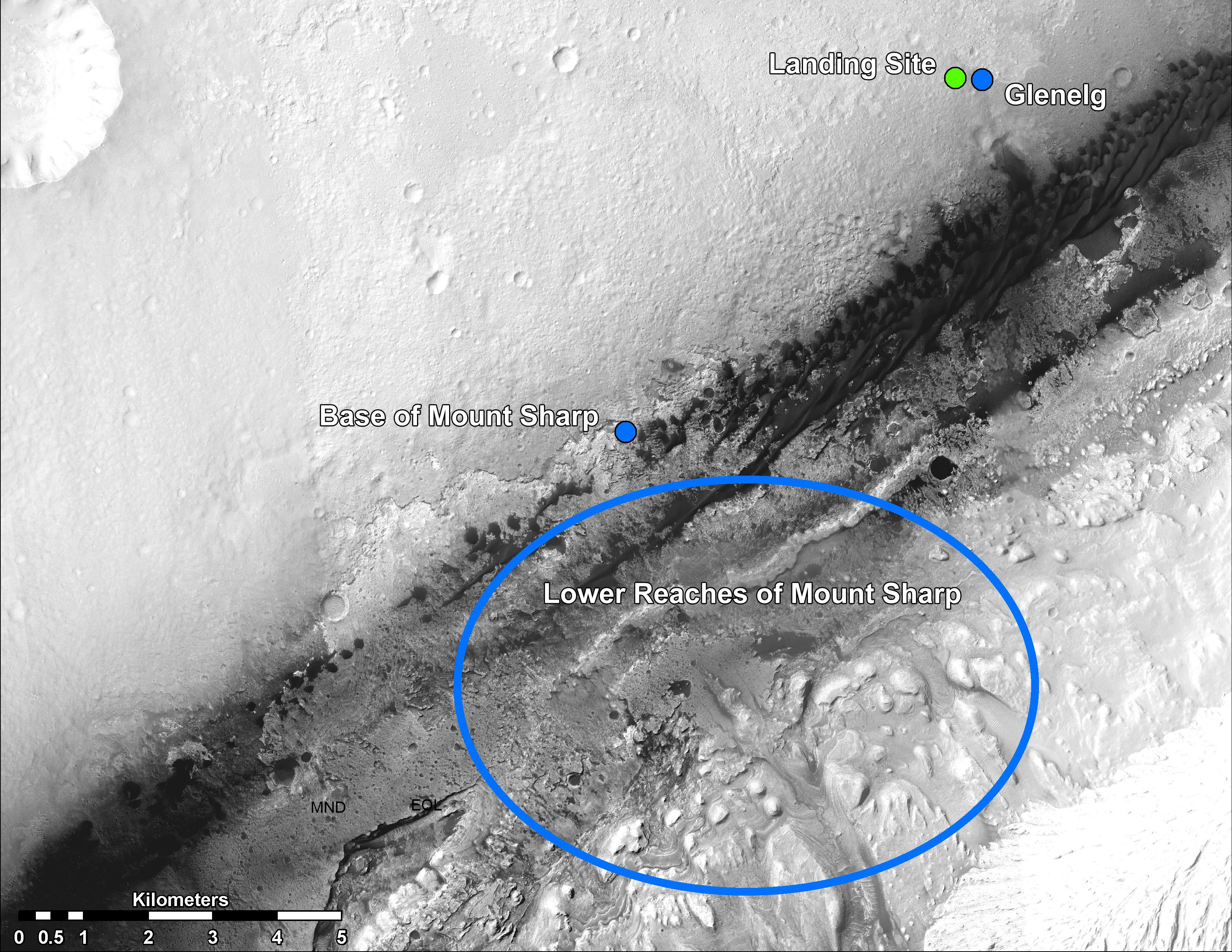
Curiosity rover landing site (green dot) - Blue dot marks Glenelg Intrigui - Blue espot marks "Base of Mount Sharp" - a planned area of study.
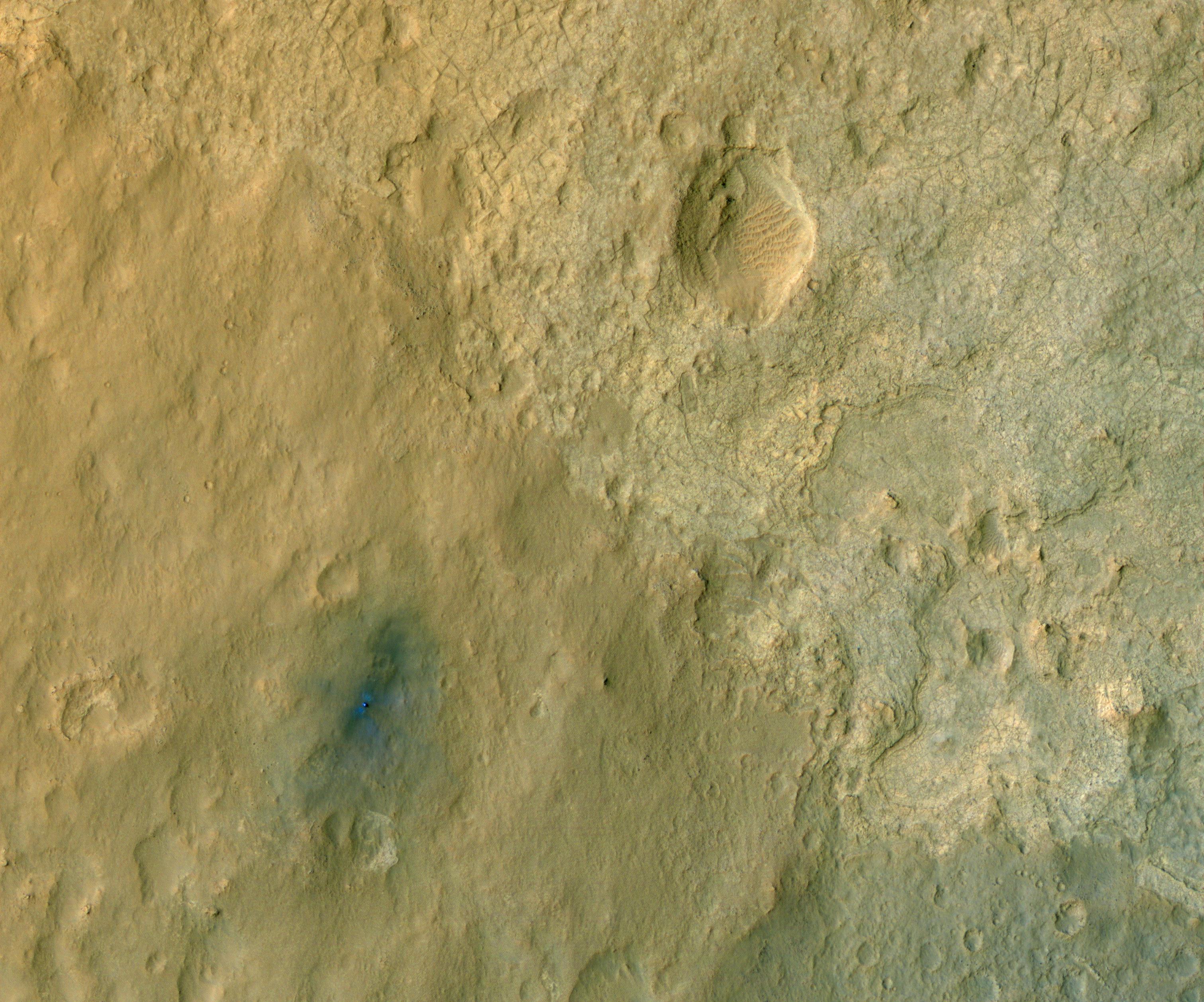
Curiosity rover landing site ("Bradbury Landing") viewed by HiRISE (MRO) (August 14, 2012).
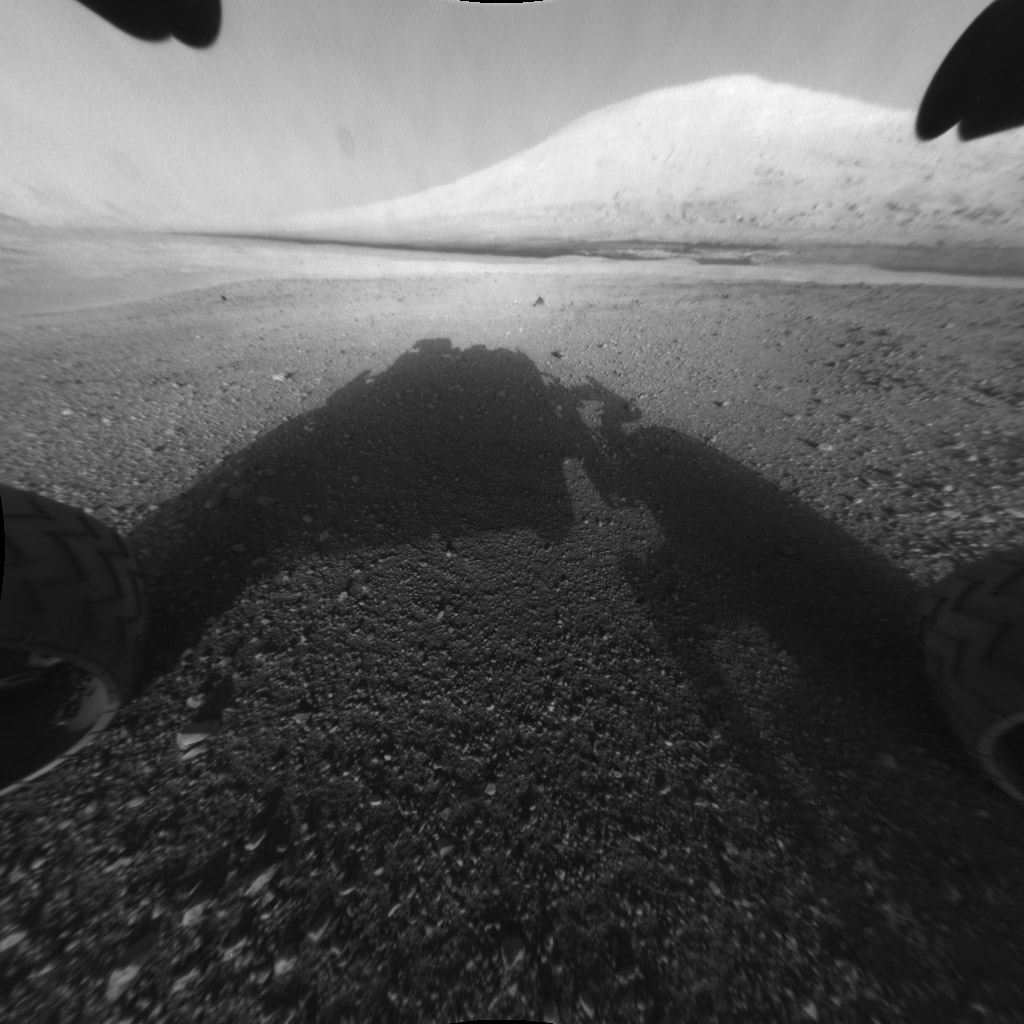
Aeolis Palus and "Mount Sharp" in Gale Crater as viewed by the Curiosity rover (August 6, 2012).
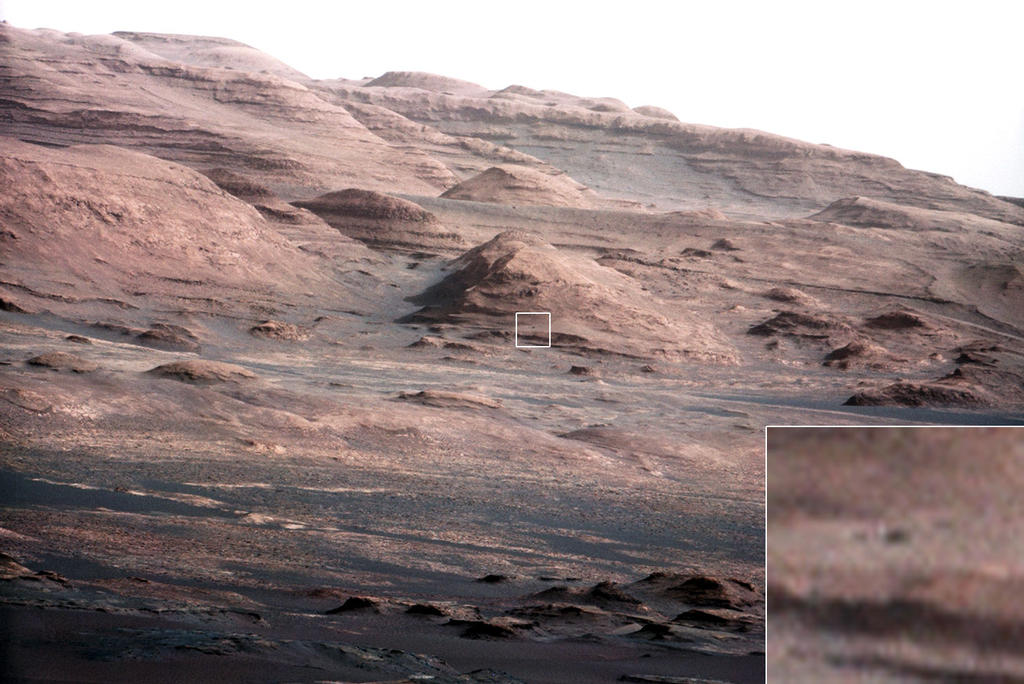
Layers at the base of Aeolis Mons - dark rock in inset is same size as the Curiosity rover (white balanced image).
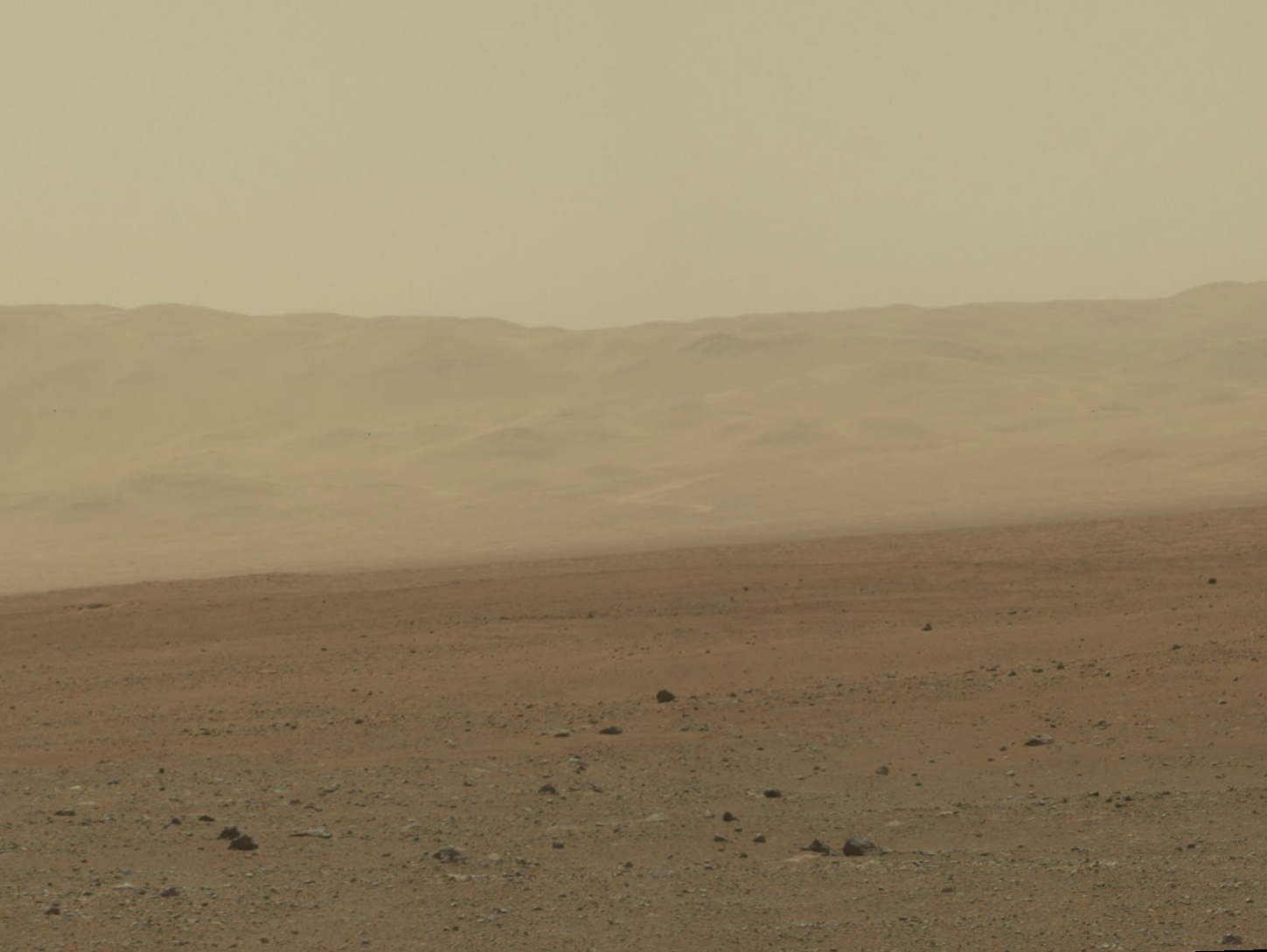
Gale Crater rim about 18 km (11 mi) quilòmetres   (11,184681456 meu) North of the Curiosity rover (August 9, 2012).
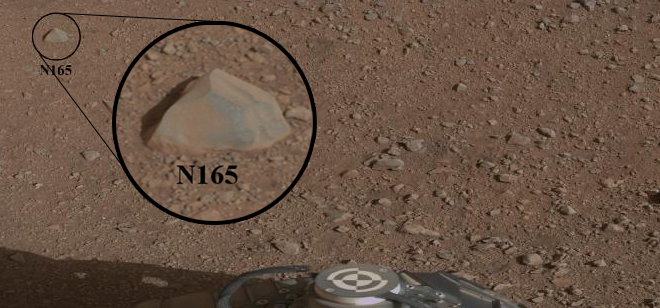
"Coronation" rock on Mars - first target of the ChemCam làser analyzer on the Curiosity rover (August 19, 2012).
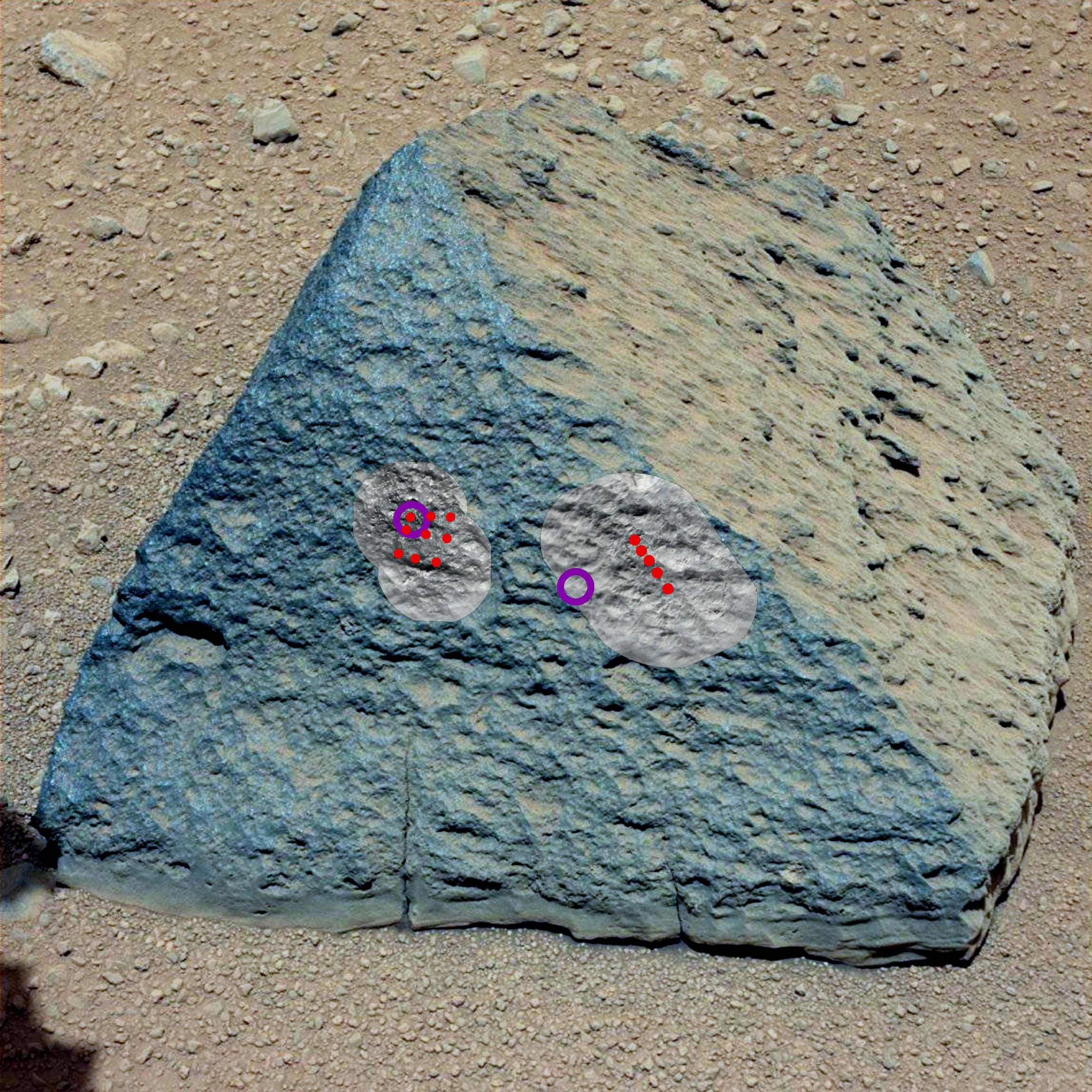
"Jake Matijevic" rock on Mars - a target of the APSX and ChemCam instruments on the Curiosity rover (September 22, 2012).
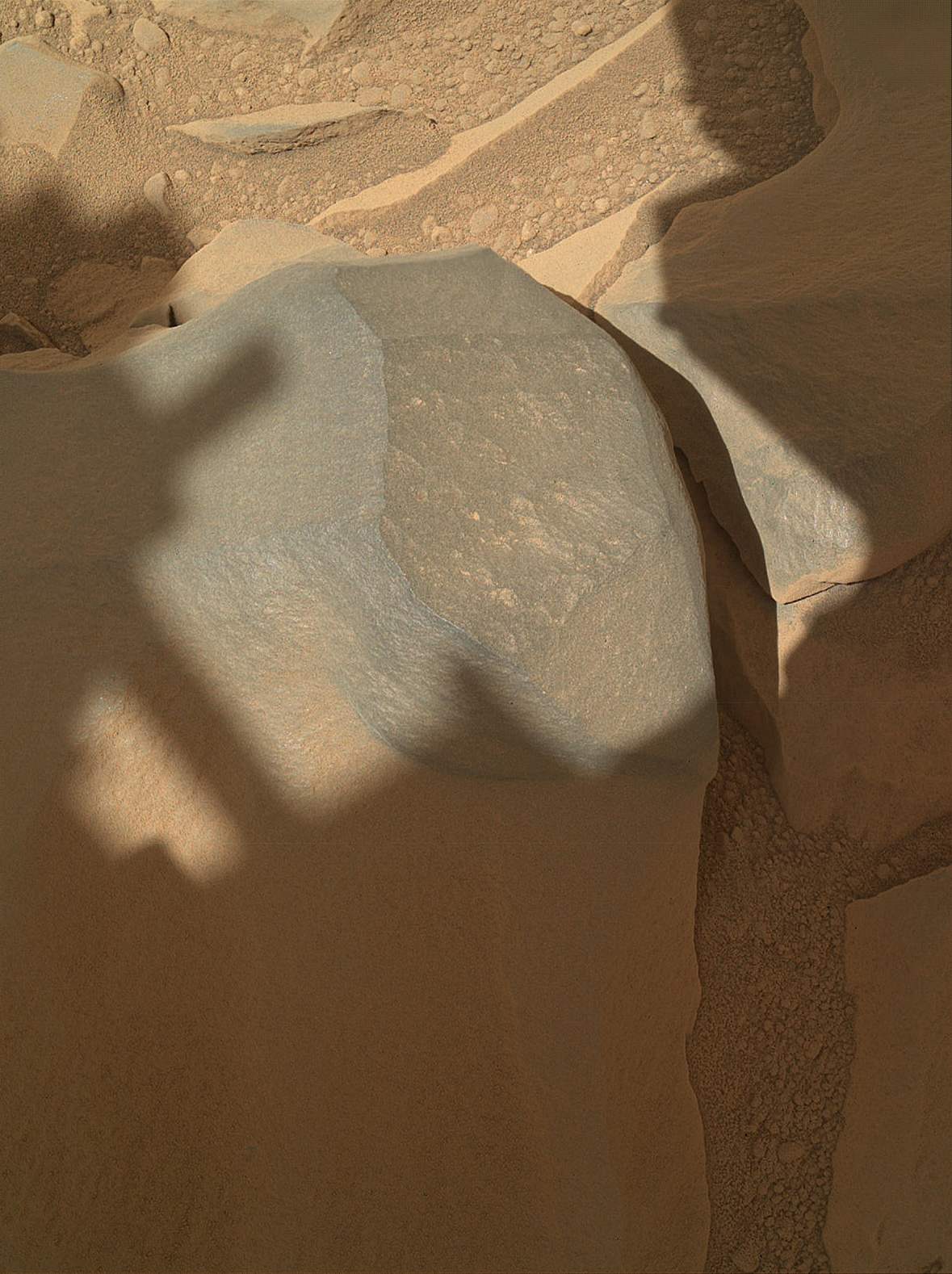
"Bathurst Inlet" rock on Mars - as viewed by the MAHLI camera on the Curiosity rover (September 30, 2012).
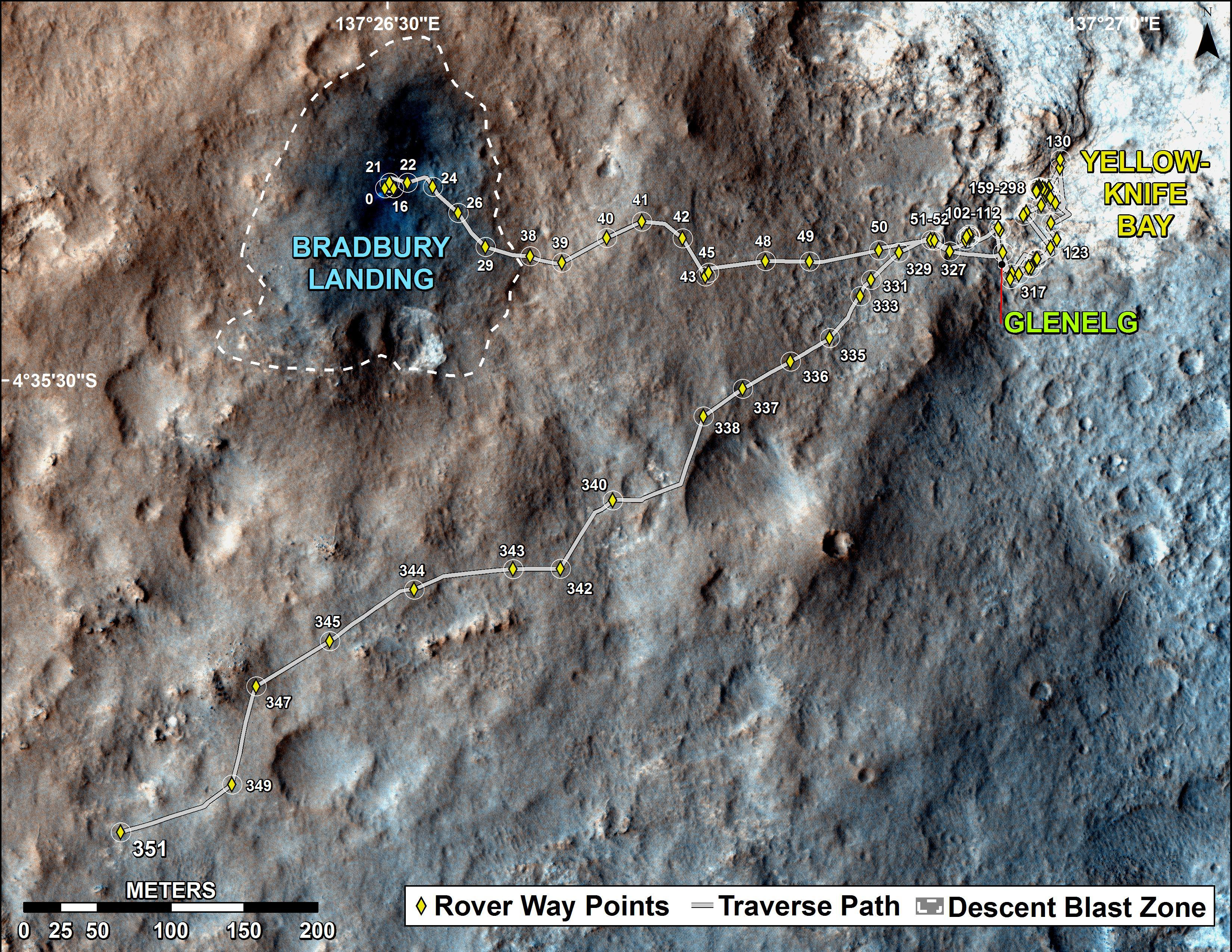
First-Year & First-Mile Traverse Map of the Curiosity rover on Mars (August 1, 2013) (3-D).